# Premiership Rugby (1998/1999)
English Premiership 1998/1999 – dwunasta edycja Premiership, najwyższego poziomu rozgrywek w rugby union w Anglii. Organizowane przez Rugby Football Union zawody odbyły się w dniach 5 września 1998 – 20 maja 1999 roku, a tytułu bronił zespół Newcastle Falcons.
W porównaniu do poprzedniego sezonu – z uwagi na brak występów angielskich zespołów w europejskich pucharach – liczba uczestników została zwiększona do czternastu. Zawody toczyły się systemem ligowym w okresie jesień-wiosna, a tytuł mistrzowski zdobył zespół Leicester Tigers. Po zakończonych rozgrywkach, gdy angielskie władze ogłosiły powrót do europejskiej rywalizacji od nowego sezonu, zaoferowano 500 tysięcy funtów za dobrowolną relegację z ligi. Klub Richmond ogłosił zatem upadłość i wraz ze Scottish został następnie włączony do zespołu London Irish.

## Mecze
| 5 września 199814:15 | Richmond | 41:29 | Newcastle Falcons | Madejski Stadium, Reading Widzów: 9530 Sędzia: Ed Morrison |
| 5 września 199814:15 | Adrian Davies 11 (4pd K) Agustín Pichot 5 (P) Allan Bateman 5 (P) Ben Clarke 5 (P) Robbie Hutton 10 (2P) Spencer Brown 5 (P) | 41:29 | Doddie Weir 5 (P) Inga Tuigamala 5 (P) Jim Naylor 5 (P) Jonny Wilkinson 5 (pd K) Peter Walton 5 (P) Rob Andrew 4 (2pd) | Madejski Stadium, Reading Widzów: 9530 Sędzia: Ed Morrison |
| 5 września 199814:15 | Adam Vander | 41:29 | | Madejski Stadium, Reading Widzów: 9530 Sędzia: Ed Morrison |

| 5 września 199815:00 | Bath                                                           | 36:27 | London Wasps                                                               | The Recreation Ground, Bath Widzów: 8000 Sędzia: Bertie Smith |
| 5 września 199815:00 | Eric Peters 5 (P) Jeremy Guscott 10 (2P) Mike Catt 21 (3pd 5K) | 36:27 | Gareth Rees 12 (4K) Joe Worsley 5 (P) Kenny Logan 5 (P) Trevor Leota 5 (P) | The Recreation Ground, Bath Widzów: 8000 Sędzia: Bertie Smith |
| 5 września 199815:00 | Joe Worsley                                                    | 36:27 |                                                                            | The Recreation Ground, Bath Widzów: 8000 Sędzia: Bertie Smith |

| 5 września 199815:00 | Gloucester                   | 29:22 | London Irish                            | Kingsholm Stadium, Gloucester Widzów: 5267 Sędzia: Steve Savage |
| 5 września 199815:00 | Mark Mapletoft 24 (P 2pd 5K) | 29:22 | Matt Jones 5 (P) Niall Woods 17 (pd 5K) | Kingsholm Stadium, Gloucester Widzów: 5267 Sędzia: Steve Savage |
| 5 września 199815:00 | Mark Mapletoft               | 29:22 |                                         | Kingsholm Stadium, Gloucester Widzów: 5267 Sędzia: Steve Savage |

| 5 września 199815:00 | Leicester Tigers | 49:15 | Harlequins            | Welford Road, Leicester Widzów: 13130 Sędzia: Ashley Rowden |
| 5 września 199815:00 | Austin Healey 5 (P) Joel Stransky 19 (P 4pd 2K) Leon Lloyd 10 (2P) Neil Back 5 (P) Nnamdi Ezulike 5 (P) Richard Cockerill 5 (P) | 49:15 | John Schuster 15 (5K) | Welford Road, Leicester Widzów: 13130 Sędzia: Ashley Rowden |
| 5 września 199815:00 | Richard Cockerill | 49:15 |                       | Welford Road, Leicester Widzów: 13130 Sędzia: Ashley Rowden |

| 5 września 199815:00 | London Scottish                               | 25:20 | Sale Sharks                                                   | Twickenham Stoop, Londyn Widzów: 1300 Sędzia: Steve Lander |
| 5 września 199815:00 | Ian McAusland 20 (pd 6K) Kenny Milligan 5 (P) | 25:20 | Matt Moore 5 (P) Richard Smith 10 (2P) Shane Howarth 5 (pd K) | Twickenham Stoop, Londyn Widzów: 1300 Sędzia: Steve Lander |
| 5 września 199815:00 | John Devereux                                 | 25:20 |                                                               | Twickenham Stoop, Londyn Widzów: 1300 Sędzia: Steve Lander |

| 6 września 199815:00 | Saracens                                                                             | 34:7 | Northampton Saints                    | Vicarage Road, Watford Widzów: 8243 Sędzia: Brian Campsall |
| 6 września 199815:00 | Alain Penaud 5 (P) Gavin Johnson 19 (P 4pd 2K) Jeremy Thomson 5 (P) Troy Coker 5 (P) | 34:7 | Matt Dawson 5 (P) Paul Grayson 2 (pd) | Vicarage Road, Watford Widzów: 8243 Sędzia: Brian Campsall |
| 6 września 199815:00 | Craig Yandell · George Chuter                                                        | 34:7 | Jon Phillips                          | Vicarage Road, Watford Widzów: 8243 Sędzia: Brian Campsall |

| 12 września 199814:15 | Newcastle Falcons                          | 19:17 | Bath                                    | Gateshead International Stadium, Gateshead Widzów: 3000 Sędzia: Brian Campsall |
| 12 września 199814:15 | Dean Ryan 5 (P) Jonny Wilkinson 14 (pd 4K) | 19:17 | Adedayo Adebayo 5 (P) Mike Catt 12 (4K) | Gateshead International Stadium, Gateshead Widzów: 3000 Sędzia: Brian Campsall |
| 12 września 199814:15 | Richard Arnold                             | 19:17 |                                         | Gateshead International Stadium, Gateshead Widzów: 3000 Sędzia: Brian Campsall |

| 12 września 199815:00 | London Scottish     | 3:38 | Leicester Tigers                                                                       | Twickenham Stoop, Londyn Widzów: 2138 Sędzia: Ed Morrison |
| 12 września 199815:00 | Ian McAusland 3 (K) | 3:38 | Joel Stransky 23 (P 3pd 4K) Nnamdi Ezulike 5 (P) Paul Gustard 5 (P) Tim Stimpson 5 (P) | Twickenham Stoop, Londyn Widzów: 2138 Sędzia: Ed Morrison |

| 12 września 199815:00 | Northampton Saints                                                                  | 25:6 | Harlequins           | Franklin’s Gardens, Northampton Widzów: 5870 Sędzia: Robin Goodliffe |
| 12 września 199815:00 | Budge Pountney 5 (P) David Dantiacq 5 (P) Grant Seely 10 (2P) Paul Grayson 5 (pd K) | 25:6 | John Schuster 6 (2K) | Franklin’s Gardens, Northampton Widzów: 5870 Sędzia: Robin Goodliffe |
| 12 września 199815:00 | Jason Leonard                                                                       | 25:6 |                      | Franklin’s Gardens, Northampton Widzów: 5870 Sędzia: Robin Goodliffe |

| 12 września 199815:00 | Richmond                                                                             | 22:25 | Gloucester                                               | Madejski Stadium, Reading Widzów: 7054 Sędzia: Steve Lander |
| 12 września 199815:00 | Adrian Davies 7 (2pd K) Allan Bateman 5 (P) Andy Cuthbert 5 (P) Craig Quinnell 5 (P) | 22:25 | Mark Mapletoft 20 (2P 2pd 2K) Philippe Saint-André 5 (P) | Madejski Stadium, Reading Widzów: 7054 Sędzia: Steve Lander |
| 12 września 199815:00 | Barry Williams · Craig Quinnell                                                      | 22:25 | Steve Ojomoh                                             | Madejski Stadium, Reading Widzów: 7054 Sędzia: Steve Lander |

| 12 września 199815:00 | Sale Sharks                                                                                      | 39:21 | Bedford Blues                                  | Heywood Road, Sale Widzów: 2100 Sędzia: Chris Reeks |
| 12 września 199815:00 | Chris Yates 5 (P) Jan Machacek 5 (P) Matt Moore 10 (2P) Shane Howarth 14 (4pd 2K) Tom Beim 5 (P) | 39:21 | Darragh O’Mahony 5 (P) Sam Howard 16 (P pd 3K) | Heywood Road, Sale Widzów: 2100 Sędzia: Chris Reeks |
| 12 września 199815:00 | Duncan Bell                                                                                      | 39:21 | Neal Hatley · Scott Murray                     | Heywood Road, Sale Widzów: 2100 Sędzia: Chris Reeks |

| 13 września 199815:00 | West Hartlepool                                                | 20:44 | London Irish                                                                                               | Victoria Park, Hartlepool Widzów: 2059 Sędzia: Nigel Yates |
| 13 września 199815:00 | Philip Belgian 4 (2pd) Stephen John 10 (2P) Steven Vile 6 (2K) | 20:44 | Brendan Venter 5 (P) Conor O’Shea 5 (P) Justin Bishop 5 (P) Niall Woods 24 (P 5pd 3K) Peter Richards 5 (P) | Victoria Park, Hartlepool Widzów: 2059 Sędzia: Nigel Yates |
| 13 września 199815:00 | Rob Gallacher                                                  | 20:44 | | Victoria Park, Hartlepool Widzów: 2059 Sędzia: Nigel Yates |

| 19 września 199814:15 | Leicester Tigers                                                                                      | 35:25 | Northampton Saints                                               | Welford Road, Leicester Widzów: 13292 Sędzia: Graham Hughes |
| 19 września 199814:15 | Austin Healey 5 (P) Joel Stransky 15 (3pd 3K) Neil Back 5 (P) Nnamdi Ezulike 5 (P) Tim Stimpson 5 (P) | 35:25 | Alistair Hepher 2 (pd) Budge Pountney 5 (P) Paul Grayson 18 (6K) | Welford Road, Leicester Widzów: 13292 Sędzia: Graham Hughes |
| 19 września 199814:15 | Andy Northey · Paul Grayson                                                                           | 35:25 |                                                                  | Welford Road, Leicester Widzów: 13292 Sędzia: Graham Hughes |

| 19 września 199815:00 | Bath                                                                                | 36:14 | Richmond                                                   | The Recreation Ground, Bath Widzów: 7600 Sędzia: Ed Morrison |
| 19 września 199815:00 | Adedayo Adebayo 5 (P) Andy Nicol 5 (P) Jeremy Guscott 10 (2P) Mike Catt 16 (2pd 4K) | 36:14 | Adrian Davies 4 (2pd) Barry Williams 5 (P) Mel Deane 5 (P) | The Recreation Ground, Bath Widzów: 7600 Sędzia: Ed Morrison |

| 19 września 199815:00 | Bedford Blues                                                 | 24:16 | London Scottish                              | Goldington Road, Bedford Widzów: 2347 Sędzia: Geoff Warren |
| 19 września 199815:00 | Rory Underwood 5 (P) Sam Howard 11 (pd 3K) Tony Yapp 8 (P dg) | 24:16 | Conan Sharman 5 (P) Ian McAusland 11 (pd 3K) | Goldington Road, Bedford Widzów: 2347 Sędzia: Geoff Warren |
| 19 września 199815:00 | Darragh O’Mahony · Joe Ewens                                  | 24:16 |                                              | Goldington Road, Bedford Widzów: 2347 Sędzia: Geoff Warren |

| 19 września 199815:00 | London Irish                                                     | 24:36 | London Wasps                                                                         | The Avenue, Sunbury-on-Thames Widzów: 3800 Sędzia: Chris Reeks |
| 19 września 199815:00 | Brendan Venter 5 (P) Conor O’Shea 3 (K) Niall Woods 16 (P pd 3K) | 24:36 | Kenny Logan 21 (P 2pd 4K) Lawrence Scrase 5 (P) Paul Volley 5 (P) Shane Roiser 5 (P) | The Avenue, Sunbury-on-Thames Widzów: 3800 Sędzia: Chris Reeks |
| 19 września 199815:00 | Kieron Dawson                                                    | 24:36 |                                                                                      | The Avenue, Sunbury-on-Thames Widzów: 3800 Sędzia: Chris Reeks |

| 20 września 199815:00 | Gloucester | 36:3 | West Hartlepool      | Kingsholm Stadium, Gloucester Widzów: 5576 Sędzia: Chris Rees |
| 20 września 199815:00 | Chris Catling 5 (P) Mark Mapletoft 11 (4pd K) Philippe Saint-André 5 (P) Richard Tombs 10 (2P) Steve Ojomoh 5 (P) | 36:3 | Philip Belgian 3 (K) | Kingsholm Stadium, Gloucester Widzów: 5576 Sędzia: Chris Rees |
| 20 września 199815:00 | Simon Mannix | 36:3 | Dan Hyde             | Kingsholm Stadium, Gloucester Widzów: 5576 Sędzia: Chris Rees |

| 20 września 199815:00 | Saracens                                                                                | 43:26 | Sale Sharks                                                                                  | Vicarage Road, Watford Widzów: 5597 Sędzia: Robin Goodliffe |
| 20 września 199815:00 | Brendon Daniel 10 (2P) Gavin Johnson 18 (3pd 4K) Matt Singer 5 (P) Ryan Constable 5 (P) | 43:26 | Jan Machacek 5 (P) Matt Moore 5 (P) Richard Smith 5 (P) Shane Howarth 6 (3pd) Tom Beim 5 (P) | Vicarage Road, Watford Widzów: 5597 Sędzia: Robin Goodliffe |
| 20 września 199815:00 | Chris Murphy · Damien Geraghty · Phil Winstanley                                        | 43:26 |                                                                                              | Vicarage Road, Watford Widzów: 5597 Sędzia: Robin Goodliffe |

| 26 września 199814:15 | Bedford Blues                                                     | 23:32 | Leicester Tigers                                                                                       | Goldington Road, Bedford Widzów: 4165 Sędzia: Chris White |
| 26 września 199814:15 | Alistair Murdoch 5 (P) Jason Forster 5 (P) Sam Howard 13 (2pd 3K) | 23:32 | Joel Stransky 7 (2pd K) Neil Back 5 (P) Nnamdi Ezulike 5 (P) Stuart Potter 5 (P) Tim Stimpson 5 (pd K) | Goldington Road, Bedford Widzów: 4165 Sędzia: Chris White |

| 26 września 199815:00 | Bath                                                       | 21:16 | Gloucester                                                            | The Recreation Ground, Bath Widzów: 8200 Sędzia: Nigel Yates |
| 26 września 199815:00 | Adedayo Adebayo 5 (P) Andy Long 5 (P) Mike Catt 11 (pd 3K) | 21:16 | Mark Mapletoft 6 (dg K) Philippe Saint-André 5 (P) Simon Mannix 5 (P) | The Recreation Ground, Bath Widzów: 8200 Sędzia: Nigel Yates |
| 26 września 199815:00 | Phil Greening                                              | 21:16 |                                                                       | The Recreation Ground, Bath Widzów: 8200 Sędzia: Nigel Yates |

| 26 września 199815:00 | London Scottish                                                | 20:58 | Saracens | Twickenham Stoop, Londyn Widzów: 2412 Sędzia: Chris Rees |
| 26 września 199815:00 | Ian McAusland 5 (pd K) Jan Bonney 5 (P) Kenny Milligan 10 (2P) | 20:58 | Brendon Daniel 10 (2P) Gavin Johnson 28 (2P 6pd 2K) George Chuter 5 (P) Matt Singer 5 (P) Paul Wallace 5 (P) Ryan Constable 5 (P) | Twickenham Stoop, Londyn Widzów: 2412 Sędzia: Chris Rees |
| 26 września 199815:00 | Mick Watson · Paul Johnstone                                   | 20:58 | Paul Wallace | Twickenham Stoop, Londyn Widzów: 2412 Sędzia: Chris Rees |

| 26 września 199815:00 | Sale Sharks                                                                                          | 44:34 | Harlequins                                                      | Heywood Road, Sale Widzów: 3200 Sędzia: Steve Savage |
| 26 września 199815:00 | Chris Yates 5 (P) Phil Winstanley 5 (P) Richard Smith 5 (P) Shane Howarth 24 (3pd 6K) Tom Beim 5 (P) | 44:34 | Colin Ridgway 5 (P) Dan Luger 10 (2P) John Schuster 19 (2pd 5K) | Heywood Road, Sale Widzów: 3200 Sędzia: Steve Savage |

| 27 września 199815:00 | London Wasps | 71:14 | West Hartlepool       | Loftus Road, Shepherd’s Bush Widzów: 2797 Sędzia: Robin Goodliffe |
| 27 września 199815:00 | Alex King 5 (P) Joe Worsley 5 (P) Kenny Logan 26 (P 6pd 3K) Lawrence Dallaglio 5 (P) Nick Greenstock 5 (P) Paul Volley 10 (2P) Shane Roiser 10 (2P) Simon Shaw 5 (P) | 71:14 | Steven Vile 9 (P 2pd) | Loftus Road, Shepherd’s Bush Widzów: 2797 Sędzia: Robin Goodliffe |
| 27 września 199815:00 | Andrew Peacock · Russell Schrader | 71:14 |                       | Loftus Road, Shepherd’s Bush Widzów: 2797 Sędzia: Robin Goodliffe |

| 27 września 199815:00 | Newcastle Falcons                               | 21:23 | London Irish                                                         | Gateshead International Stadium, Gateshead Widzów: 4184 Sędzia: Ashley Rowden |
| 27 września 199815:00 | Jonny Wilkinson 11 (pd 3K) Tony Underwood 5 (P) | 21:23 | Conor O’Shea 13 (P pd 2K) Kieran Campbell 5 (P) Niall Woods 5 (pd K) | Gateshead International Stadium, Gateshead Widzów: 4184 Sędzia: Ashley Rowden |

| 3 października 199814:15 | Gloucester           | 12:13 | London Wasps                           | Kingsholm Stadium, Gloucester Widzów: 5821 Sędzia: Brian Campsall |
| 3 października 199814:15 | Scott Benton 12 (4K) | 12:13 | Kenny Logan 8 (pd 2K) Will Green 5 (P) | Kingsholm Stadium, Gloucester Widzów: 5821 Sędzia: Brian Campsall |

| 3 października 199815:00 | Bath | 57:19 | Bedford Blues                                                    | The Recreation Ground, Bath Widzów: 6000 Sędzia: Ashley Rowden |
| 3 października 199815:00 | Iain Balshaw 5 (P) Jeremy Guscott 10 (2P) Matt Perry 5 (P) Mike Catt 22 (5pd 4K) Richard Webster 10 (2P) Steve Hatley 5 (P) | 57:19 | Darragh O’Mahony 5 (P) Rory Underwood 5 (P) Sam Howard 9 (P 2pd) | The Recreation Ground, Bath Widzów: 6000 Sędzia: Ashley Rowden |
| 3 października 199815:00 | Ben Sturnham | 57:19 |                                                                  | The Recreation Ground, Bath Widzów: 6000 Sędzia: Ashley Rowden |

| 3 października 199815:00 | London Irish                                                    | 29:33 | Richmond                                                                                              | The Avenue, Sunbury-on-Thames Widzów: 3900 Sędzia: Robin Goodliffe |
| 3 października 199815:00 | Malcolm O’Kelly 5 (P) Niall Woods 19 (2pd 5K) Robert Todd 5 (P) | 29:33 | Adrian Davies 3 (K) Earl Va'a 12 (P 2pd K) Matt Pini 3 (K) Scott Quinnell 5 (P) Spencer Brown 10 (2P) | The Avenue, Sunbury-on-Thames Widzów: 3900 Sędzia: Robin Goodliffe |
| 3 października 199815:00 | Scott Quinnell                                                  | 29:33 | | The Avenue, Sunbury-on-Thames Widzów: 3900 Sędzia: Robin Goodliffe |

| 3 października 199815:00 | Harlequins                               | 22:20 | London Scottish                         | Twickenham Stoop, Londyn Widzów: 3609 Sędzia: Graham Hughes |
| 3 października 199815:00 | Dan Luger 5 (P) John Schuster 17 (pd 5K) | 22:20 | Eddie Jones 5 (P) Ian McAusland 15 (5K) | Twickenham Stoop, Londyn Widzów: 3609 Sędzia: Graham Hughes |

| 3 października 199815:00 | Northampton Saints                                                              | 37:17 | Sale Sharks                                   | Franklin’s Gardens, Northampton Widzów: 6464 Sędzia: Steve Lander |
| 3 października 199815:00 | Craig Moir 5 (P) David Dantiacq 5 (P) Matt Allen 5 (P) Paul Grayson 17 (4pd 3K) | 37:17 | Jan Machacek 5 (P) Shane Howarth 12 (P 2pd K) | Franklin’s Gardens, Northampton Widzów: 6464 Sędzia: Steve Lander |
| 3 października 199815:00 | Pat Sanderson · Tom Beim                                                        | 37:17 |                                               | Franklin’s Gardens, Northampton Widzów: 6464 Sędzia: Steve Lander |

| 4 października 199815:00 | West Hartlepool                                         | 19:24 | Newcastle Falcons                                                                   | Victoria Park, Hartlepool Widzów: 2702 Sędzia: Ed Morrison |
| 4 października 199815:00 | Emmet Farrell 5 (P) Jon Benson 5 (P) Steven Vile 9 (3K) | 19:24 | Doddie Weir 5 (P) Inga Tuigamala 5 (P) Jonny Wilkinson 9 (3pd K) Peter Walton 5 (P) | Victoria Park, Hartlepool Widzów: 2702 Sędzia: Ed Morrison |

| 10 października 199815:00 | Bath                                                        | 23:20 | London Irish                                | The Recreation Ground, Bath Widzów: 7000 Sędzia: Chris Rees |
| 10 października 199815:00 | Ben Sturnham 10 (2P) Iain Balshaw 5 (P) Mike Catt 8 (pd 2K) | 23:20 | Conor O’Shea 5 (P) Niall Woods 15 (2P pd K) | The Recreation Ground, Bath Widzów: 7000 Sędzia: Chris Rees |

| 10 października 199815:00 | Bedford Blues                                                                      | 35:33 | Harlequins                                                     | Goldington Road, Bedford Widzów: 3521 Sędzia: Robin Goodliffe |
| 10 października 199815:00 | Darragh O’Mahony 10 (2P) Joe Ewens 10 (2P) Sam Howard 12 (3pd 2K) Tony Yapp 3 (dg) | 35:33 | Dan Luger 5 (P) John Schuster 23 (P 3pd 4K) Rory Jenkins 5 (P) | Goldington Road, Bedford Widzów: 3521 Sędzia: Robin Goodliffe |

| 10 października 199815:00 | Richmond                                                                                          | 41:23 | West Hartlepool                                             | Madejski Stadium, Reading Widzów: 4357 Sędzia: Ashley Rowden |
| 10 października 199815:00 | Agustín Pichot 10 (2P) Earl Va'a 6 (3pd) Lee Best 10 (2P) Nick Walne 5 (P) Scott Quinnell 10 (2P) | 41:23 | Jon Benson 5 (P) Stephen John 5 (P) Steven Vile 13 (2pd 3K) | Madejski Stadium, Reading Widzów: 4357 Sędzia: Ashley Rowden |
| 10 października 199815:00 | Darren Crompton                                                                                   | 41:23 | Steve Sparks                                                | Madejski Stadium, Reading Widzów: 4357 Sędzia: Ashley Rowden |

| 10 października 199818:00 | London Scottish                            | 22:33 | Northampton Saints                                                                                | Twickenham Stoop, Londyn Widzów: 1900 Sędzia: Chris Reeks |
| 10 października 199818:00 | Eddie Jones 5 (P) Ian McAusland 17 (pd 5K) | 22:33 | Alistair Hepher 5 (P) Don Mackinnon 5 (P) Matt Allen 5 (P) Pat Lam 5 (P) Paul Grayson 13 (2pd 3K) | Twickenham Stoop, Londyn Widzów: 1900 Sędzia: Chris Reeks |
| 10 października 199818:00 | Guy Manson-Bishop                          | 22:33 |                                                                                                   | Twickenham Stoop, Londyn Widzów: 1900 Sędzia: Chris Reeks |

| 11 października 199815:00 | Newcastle Falcons                                                    | 27:19 | London Wasps                                                                       | Gateshead International Stadium, Gateshead Widzów: 4284 Sędzia: Graham Hughes |
| 11 października 199815:00 | Gary Armstrong 5 (P) Jonny Wilkinson 17 (pd 5K) Tony Underwood 5 (P) | 27:19 | Kenny Logan 4 (2pd) Lawrence Dallaglio 5 (P) Shane Roiser 5 (P) Trevor Leota 5 (P) | Gateshead International Stadium, Gateshead Widzów: 4284 Sędzia: Graham Hughes |

| 11 października 199815:00 | Saracens                                                          | 22:10 | Leicester Tigers                        | Vicarage Road, Watford Widzów: 17347 Sędzia: Brian Campsall |
| 11 października 199815:00 | Alain Penaud 6 (2K) Gavin Johnson 11 (pd 3K) Ryan Constable 5 (P) | 22:10 | Joel Stransky 5 (pd K) Leon Lloyd 5 (P) | Vicarage Road, Watford Widzów: 17347 Sędzia: Brian Campsall |

| 17 października 199814:15 | Harlequins                                                                                             | 41:28 | Saracens                                                                                | Twickenham Stoop, Londyn Widzów: 6396 Sędzia: Chris White |
| 17 października 199814:15 | Daren O’Leary 5 (P) Jamie Williams 5 (P) John Schuster 21 (3pd 5K) Keith Wood 5 (P) Rory Jenkins 5 (P) | 41:28 | Alain Penaud 13 (P 4pd) Brendon Daniel 5 (P) Paul Wallace 5 (P) Steve Ravenscroft 5 (P) | Twickenham Stoop, Londyn Widzów: 6396 Sędzia: Chris White |
| 17 października 199814:15 | Daren O’Leary · Rory Jenkins                                                                           | 41:28 | Paul Wallace                                                                            | Twickenham Stoop, Londyn Widzów: 6396 Sędzia: Chris White |

| 17 października 199815:00 | Gloucester                                                                                     | 41:32 | Newcastle Falcons                                                                   | Kingsholm Stadium, Gloucester Widzów: 6915 Sędzia: Steve Lander |
| 17 października 199815:00 | Audley Lumsden 5 (P) Chris Catling 15 (3P) Philippe Saint-André 5 (P) Simon Mannix 16 (2pd 4K) | 41:32 | Doddie Weir 5 (P) Jim Naylor 5 (P) Jonny Wilkinson 17 (P 3pd 2K) Peter Walton 5 (P) | Kingsholm Stadium, Gloucester Widzów: 6915 Sędzia: Steve Lander |

| 17 października 199815:00 | Leicester Tigers                                               | 31:15 | Sale Sharks                                   | Welford Road, Leicester Widzów: 9861 Sędzia: Chris Reeks |
| 17 października 199815:00 | Joel Stransky 16 (2pd 4K) Neil Back 10 (2P) Paul Gustard 5 (P) | 31:15 | Richard Smith 5 (P) Shane Howarth 10 (P pd K) | Welford Road, Leicester Widzów: 9861 Sędzia: Chris Reeks |
| 17 października 199815:00 | Pete Anglesea                                                  | 31:15 |                                               | Welford Road, Leicester Widzów: 9861 Sędzia: Chris Reeks |

| 17 października 199815:00 | Northampton Saints                                                                                                   | 34:29 | Bedford Blues                                                                  | Franklin’s Gardens, Northampton Widzów: 6739 Sędzia: Steve Savage |
| 17 października 199815:00 | Alistair Hepher 8 (pd 2K) Garry Pagel 5 (P) Jon Sleightholme 5 (P) Nick Beal 5 (P) Pat Lam 5 (P) Paul Grayson 6 (2K) | 34:29 | James Cockle 5 (P) Joe Ewens 5 (P) Rory Underwood 10 (2P) Sam Howard 9 (3pd K) | Franklin’s Gardens, Northampton Widzów: 6739 Sędzia: Steve Savage |
| 17 października 199815:00 | Junior Paramore · Scott Murray                                                                                       | 34:29 |                                                                                | Franklin’s Gardens, Northampton Widzów: 6739 Sędzia: Steve Savage |

| 17 października 199815:00 | West Hartlepool                             | 20:50 | Bath | Victoria Park, Hartlepool Widzów: 1743 Sędzia: Robin Goodliffe |
| 17 października 199815:00 | Emmet Farrell 5 (P) Steven Vile 10 (2pd 2K) | 20:50 | Iain Balshaw 5 (P) Jeremy Guscott 10 (2P) Mike Catt 20 (P 6pd K) Russell Earnshaw 5 (P) Steve Hatley 10 (2P) | Victoria Park, Hartlepool Widzów: 1743 Sędzia: Robin Goodliffe |

| 18 października 199815:00 | London Wasps                              | 22:27 | Richmond                                                                   | Loftus Road, Shepherd’s Bush Widzów: 6778 Sędzia: Brian Campsall |
| 18 października 199815:00 | Kenny Logan 17 (pd 5K) Trevor Leota 5 (P) | 22:27 | Ben Clarke 5 (P) Earl Va'a 9 (P 2pd) Matt Pini 8 (P K) Spencer Brown 5 (P) | Loftus Road, Shepherd’s Bush Widzów: 6778 Sędzia: Brian Campsall |
| 18 października 199815:00 | Paul Volley                               | 22:27 | Scott Quinnell                                                             | Loftus Road, Shepherd’s Bush Widzów: 6778 Sędzia: Brian Campsall |

| 20 października 199819:30 | London Irish                                                   | 24:23 | Leicester Tigers                                               | The Avenue, Sunbury-on-Thames Widzów: 2950 Sędzia: Steve Lander |
| 20 października 199819:30 | Conor O’Shea 8 (P dg) Niall Woods 11 (pd 3K) Nick Harvey 5 (P) | 24:23 | Austin Healey 5 (P) Joel Stransky 13 (2pd 3K) Leon Lloyd 5 (P) | The Avenue, Sunbury-on-Thames Widzów: 2950 Sędzia: Steve Lander |

| 20 października 199819:30 | Harlequins                                                                         | 39:7 | Gloucester          | Twickenham Stoop, Londyn Widzów: 4174 Sędzia: Ed Morrison |
| 20 października 199819:30 | Chris Wright 5 (P) Dan Luger 5 (P) Daren O’Leary 10 (2P) John Schuster 19 (2pd 5K) | 39:7 | Simon Mannix 2 (pd) | Twickenham Stoop, Londyn Widzów: 4174 Sędzia: Ed Morrison |

| 20 października 199819:30 | West Hartlepool   | 3:52 | Saracens | Victoria Park, Hartlepool Widzów: 2000 Sędzia: Graham Hughes |
| 20 października 199819:30 | Steven Vile 3 (K) | 3:52 | Alain Penaud 15 (3pd 3K) Andy Lee 2 (pd) Francois Pienaar 5 (P) Kevin Sorrell 5 (P) Kyran Bracken 5 (P) Richard Hill 5 (P) Richard Wallace 5 (P) Tony Diprose 5 (P) | Victoria Park, Hartlepool Widzów: 2000 Sędzia: Graham Hughes |
| 20 października 199819:30 | Brendon Daniel    | 3:52 | | Victoria Park, Hartlepool Widzów: 2000 Sędzia: Graham Hughes |

| 21 października 199819:45 | London Wasps                                                                               | 35:19 | Bedford Blues                                              | Loftus Road, Shepherd’s Bush Widzów: 3216 Sędzia: Chris Rees |
| 21 października 199819:45 | Florent Rossigneux 5 (P) Kenny Logan 20 (pd 6K) Lawrence Dallaglio 5 (P) Mike Friday 5 (P) | 35:19 | Jason Forster 5 (P) Sam Howard 11 (pd 3K) Tony Yapp 3 (dg) | Loftus Road, Shepherd’s Bush Widzów: 3216 Sędzia: Chris Rees |
| 21 października 199819:45 | Rudolf Straeuli                                                                            | 35:19 |                                                            | Loftus Road, Shepherd’s Bush Widzów: 3216 Sędzia: Chris Rees |

| 24 października 199814:15 | Leicester Tigers                                                  | 27:0 | Richmond | Welford Road, Leicester Widzów: 8443 Sędzia: Ed Morrison |
| 24 października 199814:15 | Darren Garforth 5 (P) Joel Stransky 17 (P 3pd 2K) Neil Back 5 (P) | 27:0 |          | Welford Road, Leicester Widzów: 8443 Sędzia: Ed Morrison |

| 24 października 199815:00 | Bath                                                         | 27:3 | Sale Sharks         | The Recreation Ground, Bath Widzów: 6800 Sędzia: Ashley Rowden |
| 24 października 199815:00 | Andy Nicol 5 (P) Mike Catt 12 (3pd 2K) Richard Webster 5 (P) | 27:3 | Shane Howarth 3 (K) | The Recreation Ground, Bath Widzów: 6800 Sędzia: Ashley Rowden |

| 24 października 199815:00 | Bedford Blues                              | 22:29 | Newcastle Falcons | Goldington Road, Bedford Widzów: 3902 Sędzia: Chris Reeks |
| 24 października 199815:00 | Junior Paramore 5 (P) Tony Yapp 17 (pd 5K) | 22:29 | Gary Armstrong 5 (P) Inga Tuigamala 5 (P) Jim Naylor 5 (P) Jonny Wilkinson 5 (pd K) Rob Andrew 4 (2pd) Tony Underwood 5 (P) | Goldington Road, Bedford Widzów: 3902 Sędzia: Chris Reeks |
| 24 października 199815:00 | Garath Archer                              | 22:29 | | Goldington Road, Bedford Widzów: 3902 Sędzia: Chris Reeks |

| 24 października 199815:00 | London Irish            | 10:26 | Northampton Saints                                              | The Avenue, Sunbury-on-Thames Widzów: 2560 Sędzia: Brian Campsall |
| 24 października 199815:00 | Niall Woods 10 (P pd K) | 10:26 | Alistair Hepher 16 (P pd 3K) Budge Pountney 5 (P) Pat Lam 5 (P) | The Avenue, Sunbury-on-Thames Widzów: 2560 Sędzia: Brian Campsall |

| 24 października 199815:00 | Harlequins                                                                       | 25:10 | West Hartlepool                           | Twickenham Stoop, Londyn Widzów: 2476 Sędzia: Steve Savage |
| 24 października 199815:00 | Dan Luger 5 (P) Huw Harries 5 (P) John Schuster 10 (2pd 2K) Johnny Ngauamo 5 (P) | 25:10 | Jamie Connolly 5 (P) Steven Vile 5 (pd K) | Twickenham Stoop, Londyn Widzów: 2476 Sędzia: Steve Savage |

| 25 października 199815:00 | Gloucester                                                             | 29:16 | London Scottish                             | Kingsholm Stadium, Gloucester Widzów: 6000 Sędzia: Graham Hughes |
| 25 października 199815:00 | Andy Dawling 5 (P) Philippe Saint-André 5 (P) Simon Mannix 19 (2pd 5K) | 29:16 | Ian McAusland 11 (pd 3K) Simon Holmes 5 (P) | Kingsholm Stadium, Gloucester Widzów: 6000 Sędzia: Graham Hughes |
| 25 października 199815:00 | Mick Watson                                                            | 29:16 |                                             | Kingsholm Stadium, Gloucester Widzów: 6000 Sędzia: Graham Hughes |

| 25 października 199815:00 | Saracens                                        | 17:31 | London Wasps                                                                   | Vicarage Road, Watford Widzów: 11261 Sędzia: Steve Lander |
| 25 października 199815:00 | Brendon Daniel 5 (P) Gavin Johnson 12 (P 2pd K) | 17:31 | Alex King 5 (P) Josh Lewsey 5 (P) Kenny Logan 16 (P pd 3K) Rob Henderson 5 (P) | Vicarage Road, Watford Widzów: 11261 Sędzia: Steve Lander |

| 28 października 199819:45 | Sale Sharks                                | 10:39 | Richmond | Heywood Road, Sale Widzów: 2500 Sędzia: Chris Rees |
| 28 października 199819:45 | Pat Sanderson 5 (P) Shane Howarth 5 (pd K) | 10:39 | Agustín Pichot 5 (P) Allan Bateman 5 (P) Ben Clarke 5 (P) Craig Quinnell 5 (P) Earl Va'a 9 (3pd K) Scott Quinnell 5 (P) Spencer Brown 5 (P) | Heywood Road, Sale Widzów: 2500 Sędzia: Chris Rees |
| 28 października 199819:45 | Damien Geraghty · Tom Beim                 | 10:39 | Craig Quinnell | Heywood Road, Sale Widzów: 2500 Sędzia: Chris Rees |

| 31 października 199814:15 | Newcastle Falcons | 43:12 | Saracens                                  | Kingston Park, Newcastle upon Tyne Widzów: 4833 Sędzia: Chris White |
| 31 października 199814:15 | Gary Armstrong 5 (P) Jonny Wilkinson 11 (4pd K) Martin Shaw 5 (P) Richard Horton 5 (P) Rob Andrew 2 (pd) Tony Underwood 15 (3P) | 43:12 | Gavin Johnson 7 (P pd) Richard Hill 5 (P) | Kingston Park, Newcastle upon Tyne Widzów: 4833 Sędzia: Chris White |
| 31 października 199814:15 | Richard Arnold | 43:12 | Danny Grewcock · Troy Coker               | Kingston Park, Newcastle upon Tyne Widzów: 4833 Sędzia: Chris White |

| 31 października 199815:00 | London Scottish                             | 13:11 | Bath                              | Twickenham Stoop, Londyn Widzów: 2267 Sędzia: Steve Savage |
| 31 października 199815:00 | Conan Sharman 5 (P) Ian McAusland 8 (pd 2K) | 13:11 | Andy Nicol 5 (P) Mike Catt 6 (2K) | Twickenham Stoop, Londyn Widzów: 2267 Sędzia: Steve Savage |

| 31 października 199815:00 | Northampton Saints         | 22:8 | Gloucester                              | Franklin’s Gardens, Northampton Widzów: 7284 Sędzia: Chris Reeks |
| 31 października 199815:00 | Alistair Hepher 17 (pd 5K) | 22:8 | Audley Lumsden 5 (P) Simon Mannix 3 (K) | Franklin’s Gardens, Northampton Widzów: 7284 Sędzia: Chris Reeks |
| 31 października 199815:00 | Chris Fortey               | 22:8 |                                         | Franklin’s Gardens, Northampton Widzów: 7284 Sędzia: Chris Reeks |

| 1 listopada 199815:00 | London Wasps                                                       | 21:22 | Harlequins                                      | Loftus Road, Shepherd’s Bush Widzów: 6627 Sędzia: Ashley Rowden |
| 1 listopada 199815:00 | Kenny Logan 11 (pd 3K) Lawrence Scrase 5 (P) Nick Greenstock 5 (P) | 21:22 | David Officer 5 (P) John Schuster 17 (pd dg 4K) | Loftus Road, Shepherd’s Bush Widzów: 6627 Sędzia: Ashley Rowden |

| 1 listopada 199815:00 | Richmond                                                                              | 38:32 | Bedford Blues                                                         | Madejski Stadium, Reading Widzów: 6541 Sędzia: Brian Campsall |
| 1 listopada 199815:00 | Adam Vander 5 (P) Barry Williams 5 (P) Craig Quinnell 10 (2P) Earl Va'a 18 (P 2pd 3K) | 38:32 | Darragh O’Mahony 15 (3P) Junior Paramore 5 (P) Sam Howard 12 (3pd 2K) | Madejski Stadium, Reading Widzów: 6541 Sędzia: Brian Campsall |
| 1 listopada 199815:00 | Darren Crompton                                                                       | 38:32 |                                                                       | Madejski Stadium, Reading Widzów: 6541 Sędzia: Brian Campsall |

| 1 listopada 199815:00 | West Hartlepool                           | 15:45 | Leicester Tigers                                                           | Victoria Park, Hartlepool Widzów: 1846 Sędzia: Chris Rees |
| 1 listopada 199815:00 | Jon Benson 5 (pd K) Tu Nu'uali'itia 5 (P) | 15:45 | Geordan Murphy 13 (2P K) James Overend 10 (2P) Joel Stransky 22 (P 4pd 3K) | Victoria Park, Hartlepool Widzów: 1846 Sędzia: Chris Rees |
| 1 listopada 199815:00 | Joel Stransky                             | 15:45 |                                                                            | Victoria Park, Hartlepool Widzów: 1846 Sędzia: Chris Rees |

| 7 listopada 199814:15 | Leicester Tigers                                                                         | 36:13 | Bath                                     | Welford Road, Leicester Widzów: 15873 Sędzia: Steve Lander |
| 7 listopada 199814:15 | James Overend 5 (P) Joel Stransky 16 (P 4pd K) Paul Gustard 5 (P) Will Greenwood 10 (2P) | 36:13 | Jeremy Guscott 5 (P) Mike Catt 8 (pd 2K) | Welford Road, Leicester Widzów: 15873 Sędzia: Steve Lander |
| 7 listopada 199814:15 | Nathan Thomas                                                                            | 36:13 |                                          | Welford Road, Leicester Widzów: 15873 Sędzia: Steve Lander |

| 7 listopada 199815:00 | Gloucester                                                                           | 31:21 | Bedford Blues                                                               | Kingsholm Stadium, Gloucester Widzów: 5147 Sędzia: Trevor Fisher |
| 7 listopada 199815:00 | Chris Catling 5 (P) Chris Fortey 5 (P) Mark Mapletoft 16 (2pd 4K) Steve Ojomoh 5 (P) | 31:21 | Danny Zaltzman 5 (P) Jason Forster 5 (P) Sam Howard 6 (3pd) Tony Yapp 5 (P) | Kingsholm Stadium, Gloucester Widzów: 5147 Sędzia: Trevor Fisher |
| 7 listopada 199815:00 | Richard Tombs                                                                        | 31:21 | Scott Murray                                                                | Kingsholm Stadium, Gloucester Widzów: 5147 Sędzia: Trevor Fisher |

| 7 listopada 199815:00 | London Irish                                                   | 25:31 | Sale Sharks                                                       | The Avenue, Sunbury-on-Thames Widzów: 2300 Sędzia: Chris Reeks |
| 7 listopada 199815:00 | Niall Woods 10 (2pd 2K) Nick Burrows 10 (2P) Nick Harvey 5 (P) | 25:31 | Dion O’Cuinneagain 5 (P) Shane Howarth 16 (2pd 4K) Tom Beim 5 (P) | The Avenue, Sunbury-on-Thames Widzów: 2300 Sędzia: Chris Reeks |
| 7 listopada 199815:00 | Kevin Putt                                                     | 25:31 |                                                                   | The Avenue, Sunbury-on-Thames Widzów: 2300 Sędzia: Chris Reeks |

| 7 listopada 199815:00 | Harlequins                               | 25:20 | Newcastle Falcons                                                                   | Twickenham Stoop, Londyn Widzów: 5974 Sędzia: Chris Rees |
| 7 listopada 199815:00 | Dan Luger 5 (P) John Schuster 20 (pd 6K) | 25:20 | Gary Armstrong 5 (P) Jim Naylor 5 (P) Jonny Wilkinson 5 (pd K) Tony Underwood 5 (P) | Twickenham Stoop, Londyn Widzów: 5974 Sędzia: Chris Rees |
| 7 listopada 199815:00 | Zinzan Brooke                            | 25:20 |                                                                                     | Twickenham Stoop, Londyn Widzów: 5974 Sędzia: Chris Rees |

| 7 listopada 199815:00 | Northampton Saints                                           | 26:21 | London Wasps                               | Franklin’s Gardens, Northampton Widzów: 6722 Sędzia: Geoff Warren |
| 7 listopada 199815:00 | Don Mackinnon 5 (P) Nick Beal 5 (P) Paul Grayson 16 (2pd 4K) | 26:21 | Kenny Logan 16 (P pd 3K) Paul Volley 5 (P) | Franklin’s Gardens, Northampton Widzów: 6722 Sędzia: Geoff Warren |
| 7 listopada 199815:00 | Don Mackinnon                                                | 26:21 | Will Green                                 | Franklin’s Gardens, Northampton Widzów: 6722 Sędzia: Geoff Warren |

| 8 listopada 199815:00 | Saracens                                              | 33:17 | Richmond                                  | Vicarage Road, Watford Widzów: 9217 Sędzia: Stuart Dickinson |
| 8 listopada 199815:00 | Gavin Johnson 23 (P 3pd 4K) Steve Ravenscroft 10 (2P) | 33:17 | Earl Va'a 5 (P) Richard Butland 7 (2pd K) | Vicarage Road, Watford Widzów: 9217 Sędzia: Stuart Dickinson |
| 8 listopada 199815:00 | Danny Grewcock                                        | 33:17 |                                           | Vicarage Road, Watford Widzów: 9217 Sędzia: Stuart Dickinson |

| 13 listopada 199819:30 | Sale Sharks                                                         | 42:26 | West Hartlepool                                               | Heywood Road, Sale Widzów: 2338 Sędzia: Steve Savage |
| 13 listopada 199819:30 | Dave Baldwin 5 (P) Kevin Ellis 10 (2P) Steve Davidson 22 (P 4pd 3K) | 42:26 | Jon Benson 5 (pd K) Stephen John 5 (P) Steven Vile 11 (pd 3K) | Heywood Road, Sale Widzów: 2338 Sędzia: Steve Savage |
| 13 listopada 199819:30 | Pat Sanderson                                                       | 42:26 |                                                               | Heywood Road, Sale Widzów: 2338 Sędzia: Steve Savage |

| 14 listopada 199815:00 | London Scottish                                                | 17:23 | London Irish                                                             | Twickenham Stoop, Londyn Widzów: 3000 Sędzia: Chris Rees |
| 14 listopada 199815:00 | Guy Easterby 5 (P) Jannie de Beer 7 (2pd K) Simon Holmes 5 (P) | 17:23 | Jarrod Cunningham 5 (pd K) Niall Woods 13 (P pd 2K) Stephen Bachop 5 (P) | Twickenham Stoop, Londyn Widzów: 3000 Sędzia: Chris Rees |

| 15 listopada 199815:00 | Bedford Blues                                                     | 20:25 | Saracens                                                                              | Goldington Road, Bedford Widzów: 5125 Sędzia: Robin Goodliffe |
| 15 listopada 199815:00 | Junior Paramore 5 (P) Rory Underwood 5 (P) Sam Howard 10 (2pd 2K) | 20:25 | Gavin Johnson 10 (2pd 2K) Richard Wallace 5 (P) Troy Coker 5 (P) Wayne de Jonge 5 (P) | Goldington Road, Bedford Widzów: 5125 Sędzia: Robin Goodliffe |
| 15 listopada 199815:00 | Phil Elphick                                                      | 20:25 | Troy Coker                                                                            | Goldington Road, Bedford Widzów: 5125 Sędzia: Robin Goodliffe |

| 15 listopada 199815:00 | London Wasps                                                                          | 45:17 | Leicester Tigers                                                | Loftus Road, Shepherd’s Bush Widzów: 6027 Sędzia: Brian Campsall |
| 15 listopada 199815:00 | Kenny Logan 20 (P 3pd 3K) Paul Volley 10 (2P) Shane Roiser 5 (P) Trevor Leota 10 (2P) | 45:17 | Geordan Murphy 5 (P) Joel Stransky 7 (2pd K) Paul Gustard 5 (P) | Loftus Road, Shepherd’s Bush Widzów: 6027 Sędzia: Brian Campsall |

| 15 listopada 199815:00 | Newcastle Falcons                                                                                               | 45:35 | Northampton Saints                                                                          | Kingston Park, Newcastle upon Tyne Widzów: 4293 Sędzia: Ashley Rowden |
| 15 listopada 199815:00 | Gary Armstrong 5 (P) Inga Tuigamala 5 (P) Jonny Wilkinson 25 (2P 6pd K) Peter Walton 5 (P) Richard Arnold 5 (P) | 45:35 | Alistair Hepher 15 (3pd 3K) Dominic Malone 5 (P) Garry Pagel 10 (2P) Richard Metcalfe 5 (P) | Kingston Park, Newcastle upon Tyne Widzów: 4293 Sędzia: Ashley Rowden |
| 15 listopada 199815:00 | Gary Armstrong                                                                                                  | 45:35 |                                                                                             | Kingston Park, Newcastle upon Tyne Widzów: 4293 Sędzia: Ashley Rowden |

| 21 listopada 199814:15 | Northampton Saints                                                                                                   | 44:27 | Richmond                                                      | Franklin’s Gardens, Northampton Widzów: 5978 Sędzia: Robin Goodliffe |
| 21 listopada 199814:15 | Alistair Hepher 17 (4pd 3K) Andy Blyth 2 (pd) Colin Allan 5 (P) Garry Pagel 5 (P) Grant Seely 5 (P) Matt Allen 5 (P) | 44:27 | Earl Va'a 12 (P 2pd K) Nick Walne 10 (2P) Spencer Brown 5 (P) | Franklin’s Gardens, Northampton Widzów: 5978 Sędzia: Robin Goodliffe |

| 21 listopada 199815:00 | Gloucester                                                         | 28:27 | Saracens                                                                                 | Kingsholm Stadium, Gloucester Widzów: 6627 Sędzia: Ed Morrison |
| 21 listopada 199815:00 | Richard Tombs 10 (2P) Simon Mannix 13 (2pd 3K) Terry Fanolua 5 (P) | 28:27 | Gavin Johnson 12 (3pd 2K) Kevin Sorrell 5 (P) Phil Ogilvie 5 (P) Steve Ravenscroft 5 (P) | Kingsholm Stadium, Gloucester Widzów: 6627 Sędzia: Ed Morrison |

| 21 listopada 199815:00 | London Irish                                                                                 | 30:19 | Bedford Blues                                                               | The Avenue, Sunbury-on-Thames Widzów: 2200 Sędzia: Ashley Rowden |
| 21 listopada 199815:00 | Jarrod Cunningham 10 (2pd 2K) Niall Woods 5 (pd K) Nick Burrows 10 (2P) Simon Berridge 5 (P) | 30:19 | Ben Whetstone 5 (P) Joe Ewens 5 (P) Rory Underwood 5 (P) Sam Howard 4 (2pd) | The Avenue, Sunbury-on-Thames Widzów: 2200 Sędzia: Ashley Rowden |

| 21 listopada 199815:00 | Harlequins                                                             | 43:31 | Bath                                                                                           | Twickenham Stoop, Londyn Widzów: 6875 Sędzia: Brian Campsall |
| 21 listopada 199815:00 | Garrick Morgan 5 (P) Jason Keyter 10 (2P) John Schuster 28 (2P 3pd 4K) | 43:31 | Andy Nicol 5 (P) Iain Balshaw 5 (P) Jon Callard 13 (2pd 3K) Jon Preston 3 (K) Mark Regan 5 (P) | Twickenham Stoop, Londyn Widzów: 6875 Sędzia: Brian Campsall |

| 22 listopada 199815:00 | London Wasps                                                                                       | 32:19 | Sale Sharks                                  | Loftus Road, Shepherd’s Bush Widzów: 3865 Sędzia: Paddy O’Brien |
| 22 listopada 199815:00 | Alex King 12 (3pd dg K) Eben Rollitt 5 (P) Mark Weedon 5 (P) Shane Roiser 5 (P) Trevor Leota 5 (P) | 32:19 | Chris Yates 5 (P) Steve Davidson 14 (2P 2pd) | Loftus Road, Shepherd’s Bush Widzów: 3865 Sędzia: Paddy O’Brien |

| 22 listopada 199815:00 | West Hartlepool                    | 7:37 | London Scottish                                                                                       | Victoria Park, Hartlepool Widzów: 1837 Sędzia: Steve Lander |
| 22 listopada 199815:00 | Steven Vile 2 (pd) Tim Louth 5 (P) | 7:37 | Guy Easterby 5 (P) Jannie de Beer 12 (3pd 2K) Rob Hunter 10 (2P) Simon Fenn 5 (P) Simon Forrest 5 (P) | Victoria Park, Hartlepool Widzów: 1837 Sędzia: Steve Lander |

| 12 grudnia 199814:00 | Sale Sharks                                                       | 26:10 | Gloucester                                       | Heywood Road, Sale Widzów: 3200 Sędzia: Stuart Piercy |
| 12 grudnia 199814:00 | Jim Mallinder 5 (P) Shane Howarth 11 (P 3pd) Steve Hanley 10 (2P) | 26:10 | Philippe Saint-André 5 (P) Simon Mannix 5 (pd K) | Heywood Road, Sale Widzów: 3200 Sędzia: Stuart Piercy |

| 12 grudnia 199815:00 | Bath             | 9:15 | Northampton Saints                                           | The Recreation Ground, Bath Widzów: 8200 Sędzia: Ed Morrison |
| 12 grudnia 199815:00 | Mike Catt 9 (3K) | 9:15 | Budge Pountney 5 (P) Matt Dawson 5 (P) Paul Grayson 5 (pd K) | The Recreation Ground, Bath Widzów: 8200 Sędzia: Ed Morrison |
| 12 grudnia 199815:00 | Dave Hilton      | 9:15 |                                                              | The Recreation Ground, Bath Widzów: 8200 Sędzia: Ed Morrison |

| 12 grudnia 199815:00 | Bedford Blues                    | 10:23 | West Hartlepool                                               | Goldington Road, Bedford Widzów: 2398 Sędzia: Chris White |
| 12 grudnia 199815:00 | Joe Ewens 5 (P) Sam Howard 5 (P) | 10:23 | Emmet Farrell 5 (P) Mike Brewer 5 (P) Steven Vile 13 (2pd 3K) | Goldington Road, Bedford Widzów: 2398 Sędzia: Chris White |
| 12 grudnia 199815:00 | Shane McDonald                   | 10:23 |                                                               | Goldington Road, Bedford Widzów: 2398 Sędzia: Chris White |

| 12 grudnia 199815:00 | Leicester Tigers                                                                   | 31:18 | Newcastle Falcons                                            | Welford Road, Leicester Widzów: 11226 Sędzia: Steve Lander |
| 12 grudnia 199815:00 | Geordan Murphy 10 (2pd 2K) Jono Stuart 5 (P) Neil Back 10 (2P) Tim Stimpson 6 (2K) | 31:18 | Jonny Wilkinson 8 (pd 2K) Rob Andrew 5 (P) Stuart Legg 5 (P) | Welford Road, Leicester Widzów: 11226 Sędzia: Steve Lander |
| 12 grudnia 199815:00 | Richard Arnold                                                                     | 31:18 |                                                              | Welford Road, Leicester Widzów: 11226 Sędzia: Steve Lander |

| 12 grudnia 199815:00 | London Scottish       | 9:17 | London Wasps                            | Twickenham Stoop, Londyn Widzów: 2159 Sędzia: Chris Reeks |
| 12 grudnia 199815:00 | Jannie de Beer 9 (3K) | 9:17 | Josh Lewsey 5 (P) Kenny Logan 7 (2pd K) | Twickenham Stoop, Londyn Widzów: 2159 Sędzia: Chris Reeks |
| 12 grudnia 199815:00 | Mike Friday           | 9:17 |                                         | Twickenham Stoop, Londyn Widzów: 2159 Sędzia: Chris Reeks |

| 13 grudnia 199815:00 | Saracens                                                                               | 40:26 | London Irish                                                      | Vicarage Road, Watford Widzów: 10373 Sędzia: Geoff Warren |
| 13 grudnia 199815:00 | Brad Free 5 (P) David Flatman 5 (P) Francois Pienaar 10 (2P) Gavin Johnson 20 (4pd 4K) | 40:26 | Jake Boer 5 (P) Jarrod Cunningham 16 (2pd 4K) Richard Kirke 5 (P) | Vicarage Road, Watford Widzów: 10373 Sędzia: Geoff Warren |

| 19 grudnia 199814:00 | Bath                                | 11:19 | Saracens                                                             | The Recreation Ground, Bath Widzów: 8200 Sędzia: Ashley Rowden |
| 19 grudnia 199814:00 | Iain Balshaw 5 (P) Mike Catt 6 (2K) | 11:19 | Alain Penaud 3 (dg) Gavin Johnson 11 (pd 3K) Steve Ravenscroft 5 (P) | The Recreation Ground, Bath Widzów: 8200 Sędzia: Ashley Rowden |
| 19 grudnia 199814:00 | Tony Diprose                        | 11:19 |                                                                      | The Recreation Ground, Bath Widzów: 8200 Sędzia: Ashley Rowden |

| 19 grudnia 199815:00 | Gloucester                                      | 18:23 | Leicester Tigers                         | Kingsholm Stadium, Gloucester Widzów: 7222 Sędzia: Nigel Williams |
| 19 grudnia 199815:00 | Brian Johnson 5 (P) Mark Mapletoft 13 (P pd 2K) | 18:23 | Dave Lougheed 5 (P) Tim Stimpson 18 (6K) | Kingsholm Stadium, Gloucester Widzów: 7222 Sędzia: Nigel Williams |
| 19 grudnia 199815:00 | Martin Johnson                                  | 18:23 |                                          | Kingsholm Stadium, Gloucester Widzów: 7222 Sędzia: Nigel Williams |

| 19 grudnia 199815:00 | London Irish                                       | 20:16 | Harlequins                                | The Avenue, Sunbury-on-Thames Widzów: 5460 Sędzia: Ed Morrison |
| 19 grudnia 199815:00 | Jarrod Cunningham 10 (2pd 2K) Stephen Bachop 5 (P) | 20:16 | John Schuster 11 (pd 3K) Keith Wood 5 (P) | The Avenue, Sunbury-on-Thames Widzów: 5460 Sędzia: Ed Morrison |

| 19 grudnia 199818:00 | London Scottish                              | 16:28 | Richmond                                    | Twickenham Stoop, Londyn Widzów: 1540 Sędzia: Stuart Piercy |
| 19 grudnia 199818:00 | Guy Easterby 5 (P) Jannie de Beer 11 (pd 3K) | 16:28 | Adam Vander 10 (2P) Earl Va'a 18 (P 2pd 3K) | Twickenham Stoop, Londyn Widzów: 1540 Sędzia: Stuart Piercy |
| 19 grudnia 199818:00 | Jannie de Beer                               | 16:28 |                                             | Twickenham Stoop, Londyn Widzów: 1540 Sędzia: Stuart Piercy |

| 20 grudnia 199815:00 | Newcastle Falcons                                                                                       | 30:15 | Sale Sharks                                  | Kingston Park, Newcastle upon Tyne Widzów: 3020 Sędzia: Rob Dickson |
| 20 grudnia 199815:00 | Garath Archer 5 (P) Gary Armstrong 5 (P) Jonny Wilkinson 5 (pd K) Martin Shaw 5 (P) Stuart Legg 10 (2P) | 30:15 | Shane Howarth 10 (P pd K) Steve Hanley 5 (P) | Kingston Park, Newcastle upon Tyne Widzów: 3020 Sędzia: Rob Dickson |
| 20 grudnia 199815:00 | Ross Nesdale                                                                                            | 30:15 | Kevin Ellis · Pete Anglesea                  | Kingston Park, Newcastle upon Tyne Widzów: 3020 Sędzia: Rob Dickson |

| 20 grudnia 199815:00 | West Hartlepool    | 9:33 | Northampton Saints                                                            | Victoria Park, Hartlepool Widzów: 1613 Sędzia: Brian Campsall |
| 20 grudnia 199815:00 | Steven Vile 9 (3K) | 9:33 | Budge Pountney 5 (P) Matt Dawson 10 (2P) Pat Lam 10 (2P) Paul Grayson 8 (4pd) | Victoria Park, Hartlepool Widzów: 1613 Sędzia: Brian Campsall |

| 26 grudnia 199815:00 | Leicester Tigers                                                                    | 26:0 | Bedford Blues | Welford Road, Leicester Widzów: 10689 Sędzia: Ed Morrison |
| 26 grudnia 199815:00 | Dave Lougheed 5 (P) Neil Back 5 (P) Richard Cockerill 5 (P) Tim Stimpson 11 (pd 3K) | 26:0 |               | Welford Road, Leicester Widzów: 10689 Sędzia: Ed Morrison |

| 26 grudnia 199815:00 | Richmond                                             | 13:25 | London Irish                                     | Madejski Stadium, Reading Widzów: 9621 Sędzia: Graham Hughes |
| 26 grudnia 199815:00 | Agustín Pichot 5 (P) Earl Va'a 3 (K) Matt Pini 5 (P) | 13:25 | Jarrod Cunningham 20 (pd 6K) Rob Gallacher 5 (P) | Madejski Stadium, Reading Widzów: 9621 Sędzia: Graham Hughes |

| 27 grudnia 199815:00 | London Wasps                                                       | 23:9 | Gloucester                                | Loftus Road, Shepherd’s Bush Widzów: 5362 Sędzia: Steve Lander |
| 27 grudnia 199815:00 | Andy le Chevalier 5 (P) Kenny Logan 13 (2pd 3K) Paul Sampson 5 (P) | 23:9 | Mark Mapletoft 6 (2K) Terry Fanolua 3 (K) | Loftus Road, Shepherd’s Bush Widzów: 5362 Sędzia: Steve Lander |
| 27 grudnia 199815:00 | Paul Volley                                                        | 23:9 | Kingsley Jones · Mark Mapletoft           | Loftus Road, Shepherd’s Bush Widzów: 5362 Sędzia: Steve Lander |

| 27 grudnia 199815:00 | Harlequins                                 | 17:15 | Sale Sharks                                                 | Twickenham Stoop, Londyn Widzów: 5100 Sędzia: Chris White |
| 27 grudnia 199815:00 | Jamie Williams 5 (P) John Schuster 12 (4K) | 17:15 | Chris Yates 5 (P) Shane Howarth 5 (pd K) Steve Hanley 5 (P) | Twickenham Stoop, Londyn Widzów: 5100 Sędzia: Chris White |

| 27 grudnia 199815:00 | Newcastle Falcons                                                                        | 29:13 | West Hartlepool                                           | Kingston Park, Newcastle upon Tyne Widzów: 3403 Sędzia: Stuart Piercy |
| 27 grudnia 199815:00 | Hall Charlton 5 (P) Inga Tuigamala 5 (P) Jonny Wilkinson 14 (P 3pd K) Ross Beattie 5 (P) | 29:13 | Shane McDonald 5 (P) Stephen John 5 (P) Steven Vile 3 (K) | Kingston Park, Newcastle upon Tyne Widzów: 3403 Sędzia: Stuart Piercy |
| 27 grudnia 199815:00 | Ross Beattie                                                                             | 29:13 | Mike Brewer                                               | Kingston Park, Newcastle upon Tyne Widzów: 3403 Sędzia: Stuart Piercy |

| 27 grudnia 199815:15 | Saracens                                  | 7:24 | London Scottish                                                                   | Vicarage Road, Watford Widzów: 10257 Sędzia: Robin Goodliffe |
| 27 grudnia 199815:15 | Brendon Daniel 5 (P) Gavin Johnson 2 (pd) | 7:24 | Barry Irving 5 (P) Ian McAusland 9 (3pd K) Kenny Milligan 5 (P) Mick Watson 5 (P) | Vicarage Road, Watford Widzów: 10257 Sędzia: Robin Goodliffe |

| 2 stycznia 199914:00 | Gloucester                                                         | 23:7 | Bath                                     | Kingsholm Stadium, Gloucester Widzów: 10109 Sędzia: Brian Campsall |
| 2 stycznia 199914:00 | Chris Catling 10 (2P) Mark Mapletoft 8 (pd 2K) Terry Fanolua 5 (P) | 23:7 | Adedayo Adebayo 5 (P) Jon Callard 2 (pd) | Kingsholm Stadium, Gloucester Widzów: 10109 Sędzia: Brian Campsall |

| 2 stycznia 199915:00 | London Irish                                     | 16:14 | Newcastle Falcons                                                 | The Avenue, Sunbury-on-Thames Widzów: 4250 Sędzia: Robin Goodliffe |
| 2 stycznia 199915:00 | Jarrod Cunningham 11 (pd 3K) Justin Bishop 5 (P) | 16:14 | Gary Armstrong 5 (P) Inga Tuigamala 5 (P) Jonny Wilkinson 4 (2pd) | The Avenue, Sunbury-on-Thames Widzów: 4250 Sędzia: Robin Goodliffe |

| 2 stycznia 199915:00 | London Scottish                                                                   | 24:35 | Harlequins                                                                       | Twickenham Stoop, Londyn Widzów: 4600 Sędzia: Steve Savage |
| 2 stycznia 199915:00 | Ian McAusland 9 (3K) Kenny Milligan 5 (P) Rob Hunter 5 (P) Simon Forrest 5 (pd K) | 24:35 | Gary Halpin 5 (P) Huw Harries 5 (P) John Schuster 20 (pd 6K) Zinzan Brooke 5 (P) | Twickenham Stoop, Londyn Widzów: 4600 Sędzia: Steve Savage |

| 2 stycznia 199915:00 | Sale Sharks                                                                    | 24:39 | Northampton Saints                                                             | Heywood Road, Sale Widzów: 4300 Sędzia: Ashley Rowden |
| 2 stycznia 199915:00 | Jan Machacek 5 (P) Matt Moore 5 (P) Shane Howarth 4 (2pd) Steve Hanley 10 (2P) | 24:39 | Dominic Malone 5 (P) Matt Allen 5 (P) Pat Lam 15 (3P) Paul Grayson 14 (4pd 2K) | Heywood Road, Sale Widzów: 4300 Sędzia: Ashley Rowden |
| 2 stycznia 199915:00 | Dion O’Cuinneagain                                                             | 24:39 | Craig Moir                                                                     | Heywood Road, Sale Widzów: 4300 Sędzia: Ashley Rowden |

| 3 stycznia 199915:00 | Saracens | 44:13 | Bedford Blues                             | Vicarage Road, Watford Widzów: 6593 Sędzia: Steve Lander |
| 3 stycznia 199915:00 | Brendon Daniel 5 (P) Danny Grewcock 10 (2P) Gavin Johnson 14 (4pd 2K) Marcus Olsen 5 (P) Paddy Johns 5 (P) Richard Wallace 5 (P) | 44:13 | Junior Paramore 5 (P) Tony Yapp 8 (pd 2K) | Vicarage Road, Watford Widzów: 6593 Sędzia: Steve Lander |

| 3 stycznia 199915:00 | West Hartlepool                                                                  | 21:17 | London Wasps                                                                           | Victoria Park, Hartlepool Widzów: 2133 Sędzia: Ed Morrison |
| 3 stycznia 199915:00 | Emmet Farrell 3 (dg) Jimmy Ponton 5 (P) Steven Vile 8 (pd 2K) Toby Handley 5 (P) | 21:17 | Dinos Alexopoulos 5 (P) Kenny Logan 2 (pd) Nick Greenstock 5 (P) Peter Scrivener 5 (P) | Victoria Park, Hartlepool Widzów: 2133 Sędzia: Ed Morrison |

| 5 stycznia 199919:30 | London Scottish                                                      | 24:13 | Gloucester                  | Twickenham Stoop, Londyn Widzów: 850 Sędzia: Geoff Warren |
| 5 stycznia 199919:30 | Guy Easterby 5 (P) Jannie de Beer 14 (pd dg 3K) Paul Johnstone 5 (P) | 24:13 | Mark Mapletoft 13 (P pd 2K) | Twickenham Stoop, Londyn Widzów: 850 Sędzia: Geoff Warren |

| 5 stycznia 199919:30 | Newcastle Falcons                                                                          | 34:23 | Bedford Blues                                                    | Kingston Park, Newcastle upon Tyne Widzów: 2070 Sędzia: Graham Hughes |
| 5 stycznia 199919:30 | Inga Tuigamala 10 (2P) Jimmy Cartmell 5 (P) Jonny Wilkinson 14 (P 3pd K) Martin Shaw 5 (P) | 34:23 | Jason Forster 5 (P) Rory Underwood 10 (2P) Tony Yapp 8 (pd dg K) | Kingston Park, Newcastle upon Tyne Widzów: 2070 Sędzia: Graham Hughes |
| 5 stycznia 199919:30 | George Graham                                                                              | 34:23 |                                                                  | Kingston Park, Newcastle upon Tyne Widzów: 2070 Sędzia: Graham Hughes |

| 5 stycznia 199919:30 | Northampton Saints                  | 8:32 | London Irish                                 | Franklin’s Gardens, Northampton Widzów: 7450 Sędzia: Stuart Piercy |
| 5 stycznia 199919:30 | Andy Blyth 5 (P) Paul Grayson 3 (K) | 8:32 | Niall Woods 27 (4P 2pd K) Nick Burrows 5 (P) | Franklin’s Gardens, Northampton Widzów: 7450 Sędzia: Stuart Piercy |
| 5 stycznia 199919:30 | Malcolm O’Kelly                     | 8:32 |                                              | Franklin’s Gardens, Northampton Widzów: 7450 Sędzia: Stuart Piercy |

| 5 stycznia 199919:30 | Sale Sharks                                                                          | 30:32 | Bath                                                                                                | Heywood Road, Sale Widzów: 3500 Sędzia: Steve Lander |
| 5 stycznia 199919:30 | Alex Sanderson 5 (P) Matt Moore 10 (2P) Shane Howarth 10 (2pd 2K) Steve Hanley 5 (P) | 30:32 | Adedayo Adebayo 5 (P) Dave Hilton 5 (P) Jeremy Guscott 5 (P) Matt Perry 6 (2K) Mike Catt 11 (P 3pd) | Heywood Road, Sale Widzów: 3500 Sędzia: Steve Lander |

| 6 stycznia 199919:30 | London Wasps        | 15:15 | Saracens              | Loftus Road, Shepherd’s Bush Widzów: 8534 Sędzia: Ashley Rowden |
| 6 stycznia 199919:30 | Kenny Logan 15 (5K) | 15:15 | Gavin Johnson 15 (5K) | Loftus Road, Shepherd’s Bush Widzów: 8534 Sędzia: Ashley Rowden |
| 6 stycznia 199919:30 | Shane Roiser        | 15:15 |                       | Loftus Road, Shepherd’s Bush Widzów: 8534 Sędzia: Ashley Rowden |

| 16 stycznia 199914:30 | Leicester Tigers                                                                    | 24:12 | London Scottish           | Welford Road, Leicester Widzów: 9985 Sędzia: Chris White |
| 16 stycznia 199914:30 | Fritz van Heerden 10 (2P) Geordan Murphy 6 (2K) Leon Lloyd 5 (P) Tim Stimpson 3 (K) | 24:12 | Jannie de Beer 12 (dg 3K) | Welford Road, Leicester Widzów: 9985 Sędzia: Chris White |

| 16 stycznia 199915:00 | Bath                   | 16:11 | Newcastle Falcons                       | The Recreation Ground, Bath Widzów: 8200 Sędzia: Ed Morrison |
| 16 stycznia 199915:00 | Mike Catt 16 (P pd 3K) | 16:11 | Jim Naylor 5 (P) Jonny Wilkinson 6 (2K) | The Recreation Ground, Bath Widzów: 8200 Sędzia: Ed Morrison |
| 16 stycznia 199915:00 | Steve O’Neill          | 16:11 |                                         | The Recreation Ground, Bath Widzów: 8200 Sędzia: Ed Morrison |

| 16 stycznia 199915:00 | London Irish                                                                                              | 43:21 | West Hartlepool                                                  | The Avenue, Sunbury-on-Thames Widzów: 2129 Sędzia: Daniel Gillet |
| 16 stycznia 199915:00 | Jake Boer 5 (P) Jarrod Cunningham 8 (4pd) Nick Burrows 10 (2P) Richard Kirke 15 (3P) Stephen Bachop 5 (P) | 43:21 | Shane McDonald 5 (P) Steven Vile 6 (3pd) Tu Nu'uali'itia 10 (2P) | The Avenue, Sunbury-on-Thames Widzów: 2129 Sędzia: Daniel Gillet |

| 16 stycznia 199915:00 | Harlequins                                | 17:24 | Northampton Saints                                        | Twickenham Stoop, Londyn Widzów: 8500 Sędzia: Steve Lander |
| 16 stycznia 199915:00 | John Schuster 9 (P 2pd) Keith Wood 3 (dg) | 17:24 | Garry Pagel 5 (P) Pat Lam 5 (P) Paul Grayson 14 (P 3pd K) | Twickenham Stoop, Londyn Widzów: 8500 Sędzia: Steve Lander |
| 16 stycznia 199915:00 | Jon Phillips                              | 17:24 |                                                           | Twickenham Stoop, Londyn Widzów: 8500 Sędzia: Steve Lander |

| 16 stycznia 199916:15 | Gloucester                                   | 24:24 | Richmond                                                  | Kingsholm Stadium, Gloucester Widzów: 4811 Sędzia: Nigel Yates |
| 16 stycznia 199916:15 | Mark Mapletoft 14 (pd 4K) Scott Benton 5 (P) | 24:24 | Ben Clarke 5 (P) Earl Va'a 14 (pd 4K) Spencer Brown 5 (P) | Kingsholm Stadium, Gloucester Widzów: 4811 Sędzia: Nigel Yates |
| 16 stycznia 199916:15 | Dan McFarland · Robbie Hutton                | 24:24 |                                                           | Kingsholm Stadium, Gloucester Widzów: 4811 Sędzia: Nigel Yates |

| 23 stycznia 199914:00 | Harlequins                                                     | 17:22 | London Irish                                                   | Twickenham Stoop, Londyn Widzów: 7824 Sędzia: Brian Campsall |
| 23 stycznia 199914:00 | Daren O’Leary 5 (P) John Schuster 7 (2pd K) Peter Mensah 5 (P) | 17:22 | Conor O’Shea 10 (2P) Justin Bishop 5 (P) Niall Woods 7 (2pd K) | Twickenham Stoop, Londyn Widzów: 7824 Sędzia: Brian Campsall |

| 23 stycznia 199914:30 | Leicester Tigers                                                 | 23:16 | Gloucester                                    | Welford Road, Leicester Widzów: 11394 Sędzia: Ashley Rowden |
| 23 stycznia 199914:30 | Dave Lougheed 10 (2P) Joel Stransky 5 (P) Tim Stimpson 8 (pd 2K) | 23:16 | Mark Mapletoft 11 (pd 3K) Richard Tombs 5 (P) | Welford Road, Leicester Widzów: 11394 Sędzia: Ashley Rowden |

| 23 stycznia 199915:00 | Bedford Blues                                                                       | 17:30 | Bath                                                           | Goldington Road, Bedford Widzów: 3673 Sędzia: Nigel Yates |
| 23 stycznia 199915:00 | Alistair Murdoch 5 (P) Danny Zaltzman 5 (P) Richard Elliott 5 (P) Sam Howard 2 (pd) | 17:30 | Adedayo Adebayo 5 (P) Iain Balshaw 5 (P) Mike Catt 15 (3pd 3K) | Goldington Road, Bedford Widzów: 3673 Sędzia: Nigel Yates |

| 23 stycznia 199915:00 | Northampton Saints                    | 19:14 | West Hartlepool                           | Franklin’s Gardens, Northampton Widzów: 6023 Sędzia: Chris White |
| 23 stycznia 199915:00 | Pat Lam 5 (P) Paul Grayson 14 (pd 4K) | 19:14 | Pita Tanginoa 5 (P) Steven Vile 9 (P 2pd) | Franklin’s Gardens, Northampton Widzów: 6023 Sędzia: Chris White |
| 23 stycznia 199915:00 | Garry Pagel                           | 19:14 | Steve Sparks                              | Franklin’s Gardens, Northampton Widzów: 6023 Sędzia: Chris White |

| 23 stycznia 199915:00 | Richmond | 40:22 | London Scottish                               | Madejski Stadium, Reading Widzów: 3445 Sędzia: Steve Lander |
| 23 stycznia 199915:00 | Adam Vander 5 (P) Allan Bateman 10 (2P) Craig Quinnell 5 (P) Earl Va'a 8 (4pd) Matt Pini 2 (pd) Nick Walne 5 (P) Robbie Hutton 5 (P) | 40:22 | Jannie de Beer 17 (pd dg 4K) Rob Hunter 5 (P) | Madejski Stadium, Reading Widzów: 3445 Sędzia: Steve Lander |

| 23 stycznia 199915:00 | Sale Sharks                                                                             | 20:28 | Newcastle Falcons                                                                      | Heywood Road, Sale Widzów: 3500 Sędzia: Geoff Warren |
| 23 stycznia 199915:00 | Dion O’Cuinneagain 5 (P) Shane Howarth 5 (pd K) Steve Davidson 5 (P) Steve Hanley 5 (P) | 20:28 | George Graham 5 (P) Hugh Vyvyan 5 (P) Jonny Wilkinson 13 (2pd 3K) Tony Underwood 5 (P) | Heywood Road, Sale Widzów: 3500 Sędzia: Geoff Warren |
| 23 stycznia 199915:00 | Jos Baxendell                                                                           | 20:28 | Marius Hurter                                                                          | Heywood Road, Sale Widzów: 3500 Sędzia: Geoff Warren |

| 26 stycznia 199920:00 | Richmond                          | 11:23 | Leicester Tigers                                                                                     | Madejski Stadium, Reading Widzów: 7981 Sędzia: Brian Campsall |
| 26 stycznia 199920:00 | Earl Va'a 6 (2K) Nick Walne 5 (P) | 11:23 | Dave Lougheed 5 (P) Derek Jelley 5 (P) Joel Stransky 2 (pd) Martin Johnson 5 (P) Tim Stimpson 6 (2K) | Madejski Stadium, Reading Widzów: 7981 Sędzia: Brian Campsall |
| 26 stycznia 199920:00 | Robbie Hutton                     | 11:23 | Darren Garforth · Lewis Moody                                                                        | Madejski Stadium, Reading Widzów: 7981 Sędzia: Brian Campsall |

| 6 lutego 199915:00 | Harlequins           | 9:34 | Leicester Tigers                                                                | Twickenham Stoop, Londyn Widzów: 6212 Sędzia: Chris Rees |
| 6 lutego 199915:00 | John Schuster 9 (3K) | 9:34 | Joel Stransky 14 (P 3pd K) Leon Lloyd 10 (2P) Lewis Moody 5 (P) Neil Back 5 (P) | Twickenham Stoop, Londyn Widzów: 6212 Sędzia: Chris Rees |

| 6 lutego 199915:00 | Northampton Saints              | 18:21 | Saracens                                                              | Franklin’s Gardens, Northampton Widzów: 8253 Sędzia: Geoff Warren |
| 6 lutego 199915:00 | Paul Grayson 18 (6K)            | 18:21 | Brendon Daniel 5 (P) Gavin Johnson 11 (pd 3K) Steve Ravenscroft 5 (P) | Franklin’s Gardens, Northampton Widzów: 8253 Sędzia: Geoff Warren |
| 6 lutego 199915:00 | Alain Penaud · Francois Pienaar | 18:21 |                                                                       | Franklin’s Gardens, Northampton Widzów: 8253 Sędzia: Geoff Warren |

| 6 lutego 199915:00 | Sale Sharks                             | 7:23 | London Scottish                                                | Heywood Road, Sale Widzów: 2200 Sędzia: Chris White |
| 6 lutego 199915:00 | Barrie-Jon Mather 5 (P) Joe Shaw 2 (pd) | 7:23 | Guy Easterby 5 (P) Jannie de Beer 13 (2pd 3K) Tom Davies 5 (P) | Heywood Road, Sale Widzów: 2200 Sędzia: Chris White |
| 6 lutego 199915:00 | Pat Sanderson                           | 7:23 | Tom Davies                                                     | Heywood Road, Sale Widzów: 2200 Sędzia: Chris White |

| 7 lutego 199914:30 | London Wasps                                                                        | 35:0 | Bath | Loftus Road, Shepherd’s Bush Widzów: 9526 Sędzia: Clayton Thomas |
| 7 lutego 199914:30 | Alex King 10 (2pd 2K) Mark Weedon 5 (P) Martyn Wood 10 (2P) Peter Scrivener 10 (2P) | 35:0 |      | Loftus Road, Shepherd’s Bush Widzów: 9526 Sędzia: Clayton Thomas |

| 7 lutego 199915:00 | London Irish | 42:20 | Gloucester                                                                                | The Avenue, Sunbury-on-Thames Widzów: 5020 Sędzia: Trevor Fisher |
| 7 lutego 199915:00 | Jarrod Cunningham 12 (P 2pd K) Neal Hatley 5 (P) Niall Woods 7 (P pd) Simon Berridge 10 (2P) Stephen Bachop 3 (dg) Zak Feauʻnati 5 (P) | 42:20 | Mark Mapletoft 5 (pd K) Nathan Carter 5 (P) Philippe Saint-André 5 (P) Scott Benton 5 (P) | The Avenue, Sunbury-on-Thames Widzów: 5020 Sędzia: Trevor Fisher |

| 13 lutego 199914:00 | Leicester Tigers                                           | 31:10 | London Irish                              | Welford Road, Leicester Widzów: 15132 Sędzia: Graham Hughes |
| 13 lutego 199914:00 | Dave Lougheed 5 (P) Joel Stransky 21 (7K) Leon Lloyd 5 (P) | 31:10 | Brendan Venter 5 (P) Niall Woods 5 (pd K) | Welford Road, Leicester Widzów: 15132 Sędzia: Graham Hughes |

| 13 lutego 199915:00 | Bedford Blues                                                                          | 25:23 | London Wasps                                                    | Goldington Road, Bedford Widzów: 3440 Sędzia: Nigel Yates |
| 13 lutego 199915:00 | Jimmy Richards 5 (P) Rory Underwood 5 (P) Sam Howard 10 (2pd dg K) Scott Stewart 5 (P) | 25:23 | Alex King 13 (P pd 2K) Andy Reed 5 (P) Lawrence Dallaglio 5 (P) | Goldington Road, Bedford Widzów: 3440 Sędzia: Nigel Yates |
| 13 lutego 199915:00 | Jason Forster · Junior Paramore                                                        | 25:23 | Paul Volley                                                     | Goldington Road, Bedford Widzów: 3440 Sędzia: Nigel Yates |

| 13 lutego 199915:00 | Gloucester                                | 20:31 | Harlequins                                                                              | Kingsholm Stadium, Gloucester Widzów: 6046 Sędzia: Didier Mené |
| 13 lutego 199915:00 | Mark Mapletoft 10 (2pd 2K) Tom Beim 5 (P) | 20:31 | Chris Wright 5 (P) Daren O’Leary 5 (P) Gareth Llewellyn 5 (P) John Schuster 16 (2pd 4K) | Kingsholm Stadium, Gloucester Widzów: 6046 Sędzia: Didier Mené |

| 13 lutego 199915:00 | London Scottish                                                                                      | 27:17 | Newcastle Falcons                                             | Twickenham Stoop, Londyn Widzów: 2101 Sędzia: David Grashoff |
| 13 lutego 199915:00 | Guy Easterby 5 (P) Jannie de Beer 7 (2pd K) Paul Johnstone 5 (P) Simon Fenn 5 (P) Simon Holmes 5 (P) | 27:17 | Jonny Wilkinson 7 (2pd K) Martin Shaw 5 (P) Stuart Legg 5 (P) | Twickenham Stoop, Londyn Widzów: 2101 Sędzia: David Grashoff |
| 13 lutego 199915:00 | Steve O’Neill                                                                                        | 27:17 |                                                               | Twickenham Stoop, Londyn Widzów: 2101 Sędzia: David Grashoff |

| 14 lutego 199915:00 | Richmond                                                                       | 29:24 | Sale Sharks                                                          | Madejski Stadium, Reading Widzów: 4695 Sędzia: Stuart Piercy |
| 14 lutego 199915:00 | Agustín Pichot 5 (P) Ben Clarke 5 (P) Earl Va'a 14 (pd 4K) Spencer Brown 5 (P) | 29:24 | Barrie-Jon Mather 5 (P) Shane Howarth 9 (P 2pd) Steve Hanley 10 (2P) | Madejski Stadium, Reading Widzów: 4695 Sędzia: Stuart Piercy |
| 14 lutego 199915:00 | Chris Murphy                                                                   | 29:24 |                                                                      | Madejski Stadium, Reading Widzów: 4695 Sędzia: Stuart Piercy |

| 14 lutego 199915:00 | Saracens | 48:27 | West Hartlepool                                               | Vicarage Road, Watford Widzów: 5872 Sędzia: Iain Ramage |
| 14 lutego 199915:00 | Alain Penaud 5 (P) Danny Grewcock 5 (P) Gavin Johnson 11 (4pd K) Kyran Bracken 5 (P) Rob Thirlby 7 (P pd) Tony Diprose 15 (3P) | 48:27 | Pita Tanginoa 5 (P) Stephen John 5 (P) Steven Vile 17 (pd 5K) | Vicarage Road, Watford Widzów: 5872 Sędzia: Iain Ramage |

| 27 lutego 199915:00 | Bedford Blues                           | 7:18 | Sale Sharks                                  | Goldington Road, Bedford Widzów: 3139 Sędzia: Trevor Fisher |
| 27 lutego 199915:00 | Junior Paramore 5 (P) Sam Howard 2 (pd) | 7:18 | Shane Howarth 8 (pd 2K) Steve Hanley 10 (2P) | Goldington Road, Bedford Widzów: 3139 Sędzia: Trevor Fisher |

| 13 marca 199915:00 | London Scottish                                            | 15:24 | Bedford Blues                                                 | Twickenham Stoop, Londyn Widzów: 1273 Sędzia: Robin Goodliffe |
| 13 marca 199915:00 | Jan Bonney 5 (P) Jannie de Beer 5 (pd K) Mick Watson 5 (P) | 15:24 | Jason Forster 5 (P) Rory Underwood 5 (P) Tony Yapp 14 (pd 4K) | Twickenham Stoop, Londyn Widzów: 1273 Sędzia: Robin Goodliffe |
| 13 marca 199915:00 | James Cockle                                               | 15:24 |                                                               | Twickenham Stoop, Londyn Widzów: 1273 Sędzia: Robin Goodliffe |

| 13 marca 199915:00 | Richmond                                                    | 23:30 | Bath                                                        | Madejski Stadium, Reading Widzów: 10096 Sędzia: Graham Hughes |
| 13 marca 199915:00 | Adam Vander 5 (P) Earl Va'a 13 (2pd 3K) Robbie Hutton 5 (P) | 23:30 | Adedayo Adebayo 5 (P) Matt Perry 5 (P) Mike Catt 20 (pd 6K) | Madejski Stadium, Reading Widzów: 10096 Sędzia: Graham Hughes |

| 13 marca 199915:00 | Sale Sharks                                                                         | 32:24 | Saracens                                                        | Heywood Road, Sale Widzów: 3570 Sędzia: Chris Rees |
| 13 marca 199915:00 | Chris Yates 5 (P) Jos Baxendell 5 (P) Shane Howarth 17 (pd 5K) Simon Raiwalui 5 (P) | 32:24 | Alain Penaud 8 (P dg) Richard Hill 5 (P) Rob Thirlby 11 (pd 3K) | Heywood Road, Sale Widzów: 3570 Sędzia: Chris Rees |

| 13 marca 199916:00 | Northampton Saints  | 15:22 | Leicester Tigers                                             | Franklin’s Gardens, Northampton Widzów: 10000 Sędzia: David McHugh |
| 13 marca 199916:00 | Matt Dawson 15 (5K) | 15:22 | Craig Joiner 5 (P) Martin Corry 5 (P) Tim Stimpson 7 (2pd K) | Franklin’s Gardens, Northampton Widzów: 10000 Sędzia: David McHugh |
| 13 marca 199916:00 | Mattie Stewart      | 15:22 | Martin Johnson · Pat Howard                                  | Franklin’s Gardens, Northampton Widzów: 10000 Sędzia: David McHugh |

| 14 marca 199915:00 | London Wasps                                                                         | 38:27 | London Irish                                                                                                | Loftus Road, Shepherd’s Bush Widzów: 6048 Sędzia: Colin Hawke |
| 14 marca 199915:00 | Kenny Logan 18 (3pd 4K) Mark Weedon 5 (P) Paul Sampson 5 (P) Peter Scrivener 10 (2P) | 38:27 | Brendan Venter 5 (P) Jarrod Cunningham 4 (2pd) Justin Bishop 5 (P) Niall Woods 8 (pd 2K) Nick Burrows 5 (P) | Loftus Road, Shepherd’s Bush Widzów: 6048 Sędzia: Colin Hawke |

| 14 marca 199915:00 | West Hartlepool                                 | 33:32 | Gloucester                                                                        | Victoria Park, Hartlepool Widzów: 1300 Sędzia: Brian Campsall |
| 14 marca 199915:00 | Duane Monkley 5 (P) Steven Vile 28 (P pd dg 6K) | 33:32 | Mark Mapletoft 12 (P 2pd K) Nathan Carter 5 (P) Steve Ojomoh 5 (P) Tom Beim 5 (P) | Victoria Park, Hartlepool Widzów: 1300 Sędzia: Brian Campsall |

| 27 marca 199915:00 | Bedford Blues                          | 19:15 | Gloucester                                                           | Goldington Road, Bedford Widzów: 2417 Sędzia: Nigel Yates |
| 27 marca 199915:00 | Aaron Davis 5 (P) Tony Yapp 14 (pd 4K) | 19:15 | Mark Cornwell 5 (P) Philippe Saint-André 5 (P) Simon Mannix 5 (pd K) | Goldington Road, Bedford Widzów: 2417 Sędzia: Nigel Yates |

| 27 marca 199915:00 | Leicester Tigers                        | 16:6 | London Wasps                       | Welford Road, Leicester Widzów: 12449 Sędzia: Ed Morrison |
| 27 marca 199915:00 | Neil Back 5 (P) Tim Stimpson 11 (pd 3K) | 16:6 | Alex King 3 (dg) Kenny Logan 3 (K) | Welford Road, Leicester Widzów: 12449 Sędzia: Ed Morrison |

| 27 marca 199915:00 | London Irish                                                                                 | 35:12 | London Scottish           | The Avenue, Sunbury-on-Thames Widzów: 4400 Sędzia: Stuart Piercy |
| 27 marca 199915:00 | Conor O’Shea 11 (pd 3K) Jarrod Cunningham 14 (pd 4K) Richard Kirke 5 (P) Rob Gallacher 5 (P) | 35:12 | Jannie de Beer 12 (dg 3K) | The Avenue, Sunbury-on-Thames Widzów: 4400 Sędzia: Stuart Piercy |

| 27 marca 199915:00 | Harlequins                                                            | 32:32 | Richmond                                                                      | Twickenham Stoop, Londyn Widzów: 5600 Sędzia: Brian Campsall |
| 27 marca 199915:00 | Gary Halpin 5 (P) John Schuster 17 (P 3pd 2K) Thierry Lacroix 10 (2P) | 32:32 | Ben Clarke 5 (P) Earl Va'a 17 (P 3pd 2K) Matt Dixon 5 (P) Robbie Hutton 5 (P) | Twickenham Stoop, Londyn Widzów: 5600 Sędzia: Brian Campsall |

| 27 marca 199915:00 | Northampton Saints | 57:16 | Newcastle Falcons                         | Franklin’s Gardens, Northampton Widzów: 6540 Sędzia: Chris White |
| 27 marca 199915:00 | Ben Cohen 10 (2P) Budge Pountney 5 (P) Chris Allen 5 (P) Federico Méndez 10 (2P) Matt Dawson 17 (P 6pd) Nick Beal 5 (P) Richard Metcalfe 5 (P) | 57:16 | Hall Charlton 5 (P) Rob Andrew 11 (pd 3K) | Franklin’s Gardens, Northampton Widzów: 6540 Sędzia: Chris White |
| 27 marca 199915:00 | Garath Archer | 57:16 |                                           | Franklin’s Gardens, Northampton Widzów: 6540 Sędzia: Chris White |

| 28 marca 199915:00 | Saracens                                                  | 14:33 | Bath                                                                         | Vicarage Road, Watford Widzów: 14219 Sędzia: Geoff Warren |
| 28 marca 199915:00 | Richard Hill 5 (P) Rob Thirlby 4 (2pd) Roberto Grau 5 (P) | 14:33 | Eric Peters 5 (P) Gareth Cooper 5 (P) Iain Balshaw 15 (3P) Mike Catt 8 (4pd) | Vicarage Road, Watford Widzów: 14219 Sędzia: Geoff Warren |

| 28 marca 199915:00 | West Hartlepool                                                                       | 33:33 | Sale Sharks                                                                             | Victoria Park, Hartlepool Widzów: 1531 Sędzia: Ashley Rowden |
| 28 marca 199915:00 | Jimmy Ponton 5 (P) Mike Mullins 5 (P) Philippe Farner 5 (P) Steven Vile 18 (P 2pd 3K) | 33:33 | Dion O’Cuinneagain 5 (P) Jos Baxendell 5 (P) Matt Moore 5 (P) Shane Howarth 18 (3pd 4K) | Victoria Park, Hartlepool Widzów: 1531 Sędzia: Ashley Rowden |

| 31 marca 199919:30 | Newcastle Falcons                                                                                           | 43:20 | London Scottish                                   | Kingston Park, Newcastle upon Tyne Widzów: 2506 Sędzia: Graham Hughes |
| 31 marca 199919:30 | George Graham 5 (P) Jimmy Cartmell 5 (P) Jonny Wilkinson 23 (P 3pd 4K) Peter Walton 5 (P) Stuart Legg 5 (P) | 43:20 | Guy Easterby 5 (P) Jannie de Beer 15 (P 2pd dg K) | Kingston Park, Newcastle upon Tyne Widzów: 2506 Sędzia: Graham Hughes |
| 31 marca 199919:30 | Guy Easterby                                                                                                | 43:20 |                                                   | Kingston Park, Newcastle upon Tyne Widzów: 2506 Sędzia: Graham Hughes |

| 3 kwietnia 199915:00 | Bath                                    | 24:16 | Leicester Tigers                      | The Recreation Ground, Bath Widzów: 8500 Sędzia: Ashley Rowden |
| 3 kwietnia 199915:00 | Iain Balshaw 5 (P) Mike Catt 14 (pd 4K) | 24:16 | Pat Howard 2 (pd) Tim Stimpson 9 (3K) | The Recreation Ground, Bath Widzów: 8500 Sędzia: Ashley Rowden |
| 3 kwietnia 199915:00 | Neil Back                               | 24:16 |                                       | The Recreation Ground, Bath Widzów: 8500 Sędzia: Ashley Rowden |

| 3 kwietnia 199915:00 | Sale Sharks                                                          | 30:27 | London Irish                                                                           | Heywood Road, Sale Widzów: 3515 Sędzia: Chris Rees |
| 3 kwietnia 199915:00 | Kevin Ellis 5 (P) Phil Greening 5 (P) Shane Howarth 20 (P 3pd dg 2K) | 30:27 | Conor O’Shea 5 (P) Jarrod Cunningham 12 (3pd 2K) Nick Harvey 5 (P) Rob Gallacher 5 (P) | Heywood Road, Sale Widzów: 3515 Sędzia: Chris Rees |

| 13 kwietnia 199919:45 | London Wasps      | 15:24 | Northampton Saints                                       | Loftus Road, Shepherd’s Bush Widzów: 3126 Sędzia: Stuart Piercy |
| 13 kwietnia 199919:45 | Alex King 15 (5K) | 15:24 | Alistair Hepher 14 (pd 4K) Nick Beal 5 (P) Pat Lam 5 (P) | Loftus Road, Shepherd’s Bush Widzów: 3126 Sędzia: Stuart Piercy |
| 13 kwietnia 199919:45 | Joe Worsley       | 15:24 | Pat Lam                                                  | Loftus Road, Shepherd’s Bush Widzów: 3126 Sędzia: Stuart Piercy |

| 17 kwietnia 199914:15 | Leicester Tigers                           | 25:18 | Saracens              | Welford Road, Leicester Widzów: 13823 Sędzia: Chris White |
| 17 kwietnia 199914:15 | Martin Corry 5 (P) Tim Stimpson 20 (pd 6K) | 25:18 | Gavin Johnson 18 (6K) | Welford Road, Leicester Widzów: 13823 Sędzia: Chris White |

| 17 kwietnia 199915:00 | London Irish                                                                                              | 47:22 | Bath                                                       | The Avenue, Sunbury-on-Thames Widzów: 6600 Sędzia: Brian Campsall |
| 17 kwietnia 199915:00 | Conor O’Shea 17 (P 3pd 2K) Nick Burrows 5 (P) Rob Hardwick 5 (P) Robert Todd 15 (3P) Simon Berridge 5 (P) | 47:22 | Mark Regan 5 (P) Mike Catt 12 (P 2pd K) Mike Tindall 5 (P) | The Avenue, Sunbury-on-Thames Widzów: 6600 Sędzia: Brian Campsall |

| 17 kwietnia 199915:00 | Harlequins                                                                        | 29:16 | Bedford Blues                             | Twickenham Stoop, Londyn Widzów: 3828 Sędzia: Chris Reeks |
| 17 kwietnia 199915:00 | Dan Luger 5 (P) Daren O’Leary 5 (P) Jamie Williams 5 (P) John Schuster 14 (pd 4K) | 29:16 | Rory Underwood 5 (P) Tony Yapp 11 (pd 3K) | Twickenham Stoop, Londyn Widzów: 3828 Sędzia: Chris Reeks |

| 17 kwietnia 199915:00 | Northampton Saints                                                                                                  | 44:13 | London Scottish                              | Franklin’s Gardens, Northampton Widzów: 7108 Sędzia: Chris Rees |
| 17 kwietnia 199915:00 | Alistair Hepher 14 (4pd 2K) Budge Pountney 10 (2P) Craig Moir 5 (P) Matt Dawson 5 (P) Nick Beal 5 (P) Pat Lam 5 (P) | 44:13 | Ian McAusland 5 (P) Jannie de Beer 8 (pd 2K) | Franklin’s Gardens, Northampton Widzów: 7108 Sędzia: Chris Rees |

| 18 kwietnia 199915:00 | London Wasps                                                                     | 34:33 | Newcastle Falcons                                    | Loftus Road, Shepherd’s Bush Widzów: 5104 Sędzia: Robin Goodliffe |
| 18 kwietnia 199915:00 | Alex King 19 (2pd dg 4K) Darren Molloy 5 (P) Josh Lewsey 5 (P) Martyn Wood 5 (P) | 34:33 | Inga Tuigamala 10 (2P) Jonny Wilkinson 23 (P 3pd 4K) | Loftus Road, Shepherd’s Bush Widzów: 5104 Sędzia: Robin Goodliffe |

| 18 kwietnia 199915:00 | West Hartlepool                              | 35:36 | Richmond                                                                     | Victoria Park, Hartlepool Widzów: 1206 Sędzia: Stuart Piercy |
| 18 kwietnia 199915:00 | Mike Mullins 5 (P) Steven Vile 30 (P 2pd 7K) | 35:36 | Barry Williams 5 (P) Earl Va'a 21 (3pd 5K) Jason Wright 5 (P) Lee Best 5 (P) | Victoria Park, Hartlepool Widzów: 1206 Sędzia: Stuart Piercy |
| 18 kwietnia 199915:00 | Dan McFarland · Dave Quinn                   | 35:36 |                                                                              | Victoria Park, Hartlepool Widzów: 1206 Sędzia: Stuart Piercy |

| 21 kwietnia 199919:30 | Newcastle Falcons | 47:14 | Richmond                                    | Kingston Park, Newcastle upon Tyne Widzów: 2728 Sędzia: Nigel Yates |
| 21 kwietnia 199919:30 | Gary Armstrong 15 (3P) George Graham 5 (P) Jim Naylor 5 (P) Jonny Wilkinson 5 (P) Ross Beattie 5 (P) Stuart Legg 12 (6pd) | 47:14 | Barry Williams 5 (P) Richard Butland 9 (3K) | Kingston Park, Newcastle upon Tyne Widzów: 2728 Sędzia: Nigel Yates |

| 21 kwietnia 199919:30 | West Hartlepool                                                            | 37:47 | Harlequins | Victoria Park, Hartlepool Widzów: 1107 Sędzia: Trevor Fisher |
| 21 kwietnia 199919:30 | Dan Hyde 5 (P) Jon Benson 5 (P) Ken Fourie 10 (2P) Steven Vile 17 (4pd 3K) | 37:47 | Dan Luger 5 (P) Daren O’Leary 5 (P) John Schuster 19 (5pd 3K) Peter Mensah 5 (P) Rob Liley 8 (P K) Rory Jenkins 5 (P) | Victoria Park, Hartlepool Widzów: 1107 Sędzia: Trevor Fisher |

| 24 kwietnia 199915:00 | Bath | 56:24 | West Hartlepool                                               | The Recreation Ground, Bath Widzów: 6500 Sędzia: Chris Rees |
| 24 kwietnia 199915:00 | Gareth Cooper 5 (P) Iain Balshaw 10 (2P) Kevin Maggs 5 (P) Mark Regan 5 (P) Matt Perry 10 (2P) Mike Catt 16 (5pd 2K) Mike Tindall 5 (P) | 56:24 | Emmet Farrell 5 (P) Phil Greaves 5 (P) Steven Vile 14 (pd 4K) | The Recreation Ground, Bath Widzów: 6500 Sędzia: Chris Rees |

| 24 kwietnia 199915:00 | Bedford Blues | 31:42 | Northampton Saints                                                            | Goldington Road, Bedford Widzów: 4689 Sędzia: Ashley Rowden |
| 24 kwietnia 199915:00 | Adrian Olver 5 (P) Alistair Murdoch 5 (P) Darragh O’Mahony 5 (P) Jason Forster 5 (P) Joe Ewens 5 (P) Scott Stewart 2 (pd) Tony Yapp 4 (2pd) | 31:42 | Alistair Hepher 17 (4pd 3K) Ben Cohen 5 (P) Grant Seely 5 (P) Pat Lam 10 (2P) | Goldington Road, Bedford Widzów: 4689 Sędzia: Ashley Rowden |
| 24 kwietnia 199915:00 | James Cockle | 31:42 |                                                                               | Goldington Road, Bedford Widzów: 4689 Sędzia: Ashley Rowden |

| 24 kwietnia 199915:00 | Sale Sharks                                                        | 17:41 | Leicester Tigers                                                                                      | Heywood Road, Sale Widzów: 4800 Sędzia: Brian Campsall |
| 24 kwietnia 199915:00 | Barrie-Jon Mather 5 (P) Jos Baxendell 5 (P) Shane Howarth 7 (P pd) | 17:41 | Austin Healey 5 (P) Dave Lougheed 5 (P) Martin Corry 5 (P) Neil Back 10 (2P) Tim Stimpson 16 (2pd 4K) | Heywood Road, Sale Widzów: 4800 Sędzia: Brian Campsall |

| 25 kwietnia 199915:00 | Newcastle Falcons                                                                                        | 39:15 | Gloucester                                                                | Kingston Park, Newcastle upon Tyne Widzów: 3748 Sędzia: Steve Lander |
| 25 kwietnia 199915:00 | Gary Armstrong 10 (2P) George Graham 5 (P) Jonny Wilkinson 14 (4pd 2K) Mike Wood 5 (P) Stuart Legg 5 (P) | 39:15 | Mark Mapletoft 3 (K) Mike Davies 5 (P) Simon Mannix 2 (pd) Tom Beim 5 (P) | Kingston Park, Newcastle upon Tyne Widzów: 3748 Sędzia: Steve Lander |

| 25 kwietnia 199915:00 | Richmond             | 5:29 | London Wasps                                                                                  | Madejski Stadium, Reading Widzów: 3594 Sędzia: Chris White |
| 25 kwietnia 199915:00 | Agustín Pichot 5 (P) | 5:29 | Alex King 5 (pd K) Jon Ufton 5 (P) Kenny Logan 9 (P 2pd) Mark Denney 5 (P) Paul Sampson 5 (P) | Madejski Stadium, Reading Widzów: 3594 Sędzia: Chris White |

| 25 kwietnia 199915:00 | Saracens                                         | 30:38 | Harlequins | Vicarage Road, Watford Widzów: 8719 Sędzia: Ed Morrison |
| 25 kwietnia 199915:00 | Brendon Daniel 10 (2P) Gavin Johnson 15 (3pd 3K) | 30:38 | Chris Sheasby 5 (P) Dan Luger 5 (P) Daren O’Leary 5 (P) Rob Liley 10 (2pd 2K) Thierry Lacroix 8 (pd 2K) Tom Murphy 5 (P) | Vicarage Road, Watford Widzów: 8719 Sędzia: Ed Morrison |

| 1 maja 199915:00 | Gloucester                                                         | 24:34 | Sale Sharks                                                         | Kingsholm Stadium, Gloucester Widzów: 4528 Sędzia: Stuart Piercy |
| 1 maja 199915:00 | Mark Mapletoft 14 (pd 4K) Richard Tombs 5 (P) Trevor Woodman 5 (P) | 24:34 | Matt Moore 5 (P) Richard Smith 5 (P) Shane Howarth 24 (2P 4pd dg K) | Kingsholm Stadium, Gloucester Widzów: 4528 Sędzia: Stuart Piercy |
| 1 maja 199915:00 | Phil Greening                                                      | 24:34 |                                                                     | Kingsholm Stadium, Gloucester Widzów: 4528 Sędzia: Stuart Piercy |

| 1 maja 199915:00 | London Irish                                                 | 21:26 | Saracens                                                           | The Avenue, Sunbury-on-Thames Widzów: 6710 Sędzia: Robin Goodliffe |
| 1 maja 199915:00 | Kieron Dawson 5 (P) Niall Woods 11 (pd 3K) Nick Harvey 5 (P) | 21:26 | Alain Penaud 3 (dg) Gavin Johnson 18 (P 2pd 3K) Tony Diprose 5 (P) | The Avenue, Sunbury-on-Thames Widzów: 6710 Sędzia: Robin Goodliffe |
| 1 maja 199915:00 | Peter Rogers                                                 | 21:26 |                                                                    | The Avenue, Sunbury-on-Thames Widzów: 6710 Sędzia: Robin Goodliffe |

| 1 maja 199915:00 | Northampton Saints                                                                                            | 40:17 | Bath                                                                        | Franklin’s Gardens, Northampton Widzów: 8843 Sędzia: Chris White |
| 1 maja 199915:00 | Alistair Hepher 6 (2K) Budge Pountney 5 (P) Federico Méndez 5 (P) Grant Seely 10 (2P) Matt Dawson 14 (4pd 2K) | 40:17 | Matt Perry 2 (pd) Mike Catt 5 (P) Mike Tindall 5 (P) Russell Earnshaw 5 (P) | Franklin’s Gardens, Northampton Widzów: 8843 Sędzia: Chris White |
| 1 maja 199915:00 | Russell Earnshaw                                                                                              | 40:17 |                                                                             | Franklin’s Gardens, Northampton Widzów: 8843 Sędzia: Chris White |

| 2 maja 199915:00 | London Wasps | 45:22 | London Scottish                                                      | Loftus Road, Shepherd’s Bush Widzów: 4419 Sędzia: Geoff Warren |
| 2 maja 199915:00 | Fraser Waters 5 (P) Josh Lewsey 5 (P) Kenny Logan 15 (3pd 3K) Mark Denney 5 (P) Paul Sampson 5 (P) Paul Volley 5 (P) | 45:22 | Conan Sharman 5 (P) Ian McAusland 11 (pd 3K) Jannie de Beer 6 (dg K) | Loftus Road, Shepherd’s Bush Widzów: 4419 Sędzia: Geoff Warren |

| 2 maja 199915:00 | Newcastle Falcons       | 12:21 | Leicester Tigers     | Kingston Park, Newcastle upon Tyne Widzów: 5207 Sędzia: Ed Morrison |
| 2 maja 199915:00 | Jonny Wilkinson 12 (4K) | 12:21 | Tim Stimpson 21 (7K) | Kingston Park, Newcastle upon Tyne Widzów: 5207 Sędzia: Ed Morrison |

| 2 maja 199915:00 | West Hartlepool                                                                       | 0:39 | Bedford Blues | Victoria Park, Hartlepool Widzów: 1400 Sędzia: Graham Hughes |
| 2 maja 199915:00 | Danny Zaltzman 5 (P) Darragh O’Mahony 15 (3P) Joe Ewens 5 (P) Tony Yapp 14 (4pd dg K) | 0:39 |               | Victoria Park, Hartlepool Widzów: 1400 Sędzia: Graham Hughes |

| 3 maja 199915:00 | Richmond                                                                | 23:30 | Harlequins                                                               | Madejski Stadium, Reading Widzów: 3300 Sędzia: Steve Lander |
| 3 maja 199915:00 | Allan Bateman 10 (2P) Ben Clarke 5 (P) Earl Va'a 3 (K) Nick Walne 5 (P) | 23:30 | Garrick Morgan 5 (P) Jason Keyter 5 (P) Thierry Lacroix 20 (P 3pd dg 2K) | Madejski Stadium, Reading Widzów: 3300 Sędzia: Steve Lander |

| 7 maja 199919:45 | Saracens                                                                         | 26:10 | Gloucester                               | Vicarage Road, Watford Widzów: 5261 Sędzia: Nigel Yates |
| 7 maja 199919:45 | Ben Cole 5 (P) Brendon Daniel 5 (P) Gavin Johnson 11 (pd 3K) Kyran Bracken 5 (P) | 26:10 | Adam Eustace 5 (P) Stephen Ward 5 (pd K) | Vicarage Road, Watford Widzów: 5261 Sędzia: Nigel Yates |

| 8 maja 199915:00 | Bath                                        | 13:17 | Harlequins                                                                   | The Recreation Ground, Bath Widzów: 8200 Sędzia: Stuart Piercy |
| 8 maja 199915:00 | Matt Perry 8 (pd 2K) Russell Earnshaw 5 (P) | 13:17 | Dan Luger 5 (P) Jamie Williams 5 (P) John Schuster 2 (pd) Peter Mensah 5 (P) | The Recreation Ground, Bath Widzów: 8200 Sędzia: Stuart Piercy |

| 8 maja 199915:00 | Bedford Blues                                                    | 21:36 | London Irish                                                                              | Goldington Road, Bedford Widzów: 3572 Sędzia: Brian Campsall |
| 8 maja 199915:00 | Charlie Harrison 5 (P) Rory Underwood 5 (P) Tony Yapp 11 (P 3pd) | 21:36 | Conor O’Shea 5 (P) Jarrod Cunningham 21 (P 2pd 4K) Niall Woods 5 (P) Stephen Bachop 5 (P) | Goldington Road, Bedford Widzów: 3572 Sędzia: Brian Campsall |

| 8 maja 199915:00 | London Scottish                                  | 26:14 | West Hartlepool                                      | Twickenham Stoop, Londyn Widzów: 1459 Sędzia: Chris White |
| 8 maja 199915:00 | Conan Sharman 10 (2P) Jannie de Beer 16 (2pd 4K) | 26:14 | Dan Hyde 5 (P) Jon Benson 4 (2pd) Phil Greaves 5 (P) | Twickenham Stoop, Londyn Widzów: 1459 Sędzia: Chris White |

| 8 maja 199915:00 | Richmond                                                   | 19:31 | Northampton Saints                                                                 | Madejski Stadium, Reading Widzów: 3500 Sędzia: Ed Morrison |
| 8 maja 199915:00 | Adam Vander 10 (2P) Craig Quinnell 5 (P) Earl Va'a 4 (2pd) | 19:31 | Dominic Malone 10 (2P) Grant Seely 5 (P) Jon Phillips 5 (P) Matt Dawson 11 (4pd K) | Madejski Stadium, Reading Widzów: 3500 Sędzia: Ed Morrison |
| 8 maja 199915:00 | Craig Quinnell                                             | 19:31 |                                                                                    | Madejski Stadium, Reading Widzów: 3500 Sędzia: Ed Morrison |

| 8 maja 199915:00 | Sale Sharks                                                  | 13:27 | London Wasps                                                          | Heywood Road, Sale Widzów: 4495 Sędzia: Ashley Rowden |
| 8 maja 199915:00 | Barrie-Jon Mather 5 (P) Matt Moore 5 (P) Shane Howarth 3 (K) | 13:27 | Kenny Logan 17 (P 3pd 2K) Lawrence Dallaglio 5 (P) Paul Sampson 5 (P) | Heywood Road, Sale Widzów: 4495 Sędzia: Ashley Rowden |
| 8 maja 199915:00 | Jos Baxendell                                                | 13:27 |                                                                       | Heywood Road, Sale Widzów: 4495 Sędzia: Ashley Rowden |

| 11 maja 199919:30 | Newcastle Falcons                                                       | 33:23 | Harlequins                                                             | Kingston Park, Newcastle upon Tyne Widzów: 4133 Sędzia: Chris White |
| 11 maja 199919:30 | Inga Tuigamala 10 (2P) Jimmy Cartmell 5 (P) Jonny Wilkinson 18 (3pd 4K) | 33:23 | Jamie Williams 5 (P) Jason Keyter 5 (P) Thierry Lacroix 13 (2pd dg 2K) | Kingston Park, Newcastle upon Tyne Widzów: 4133 Sędzia: Chris White |

| 12 maja 199920:00 | Richmond                                  | 18:25 | Saracens                                                           | Madejski Stadium, Reading Widzów: 2613 Sędzia: Ashley Rowden |
| 12 maja 199920:00 | Earl Va'a 13 (P pd 2K) Jason Wright 5 (P) | 18:25 | Alain Penaud 5 (P) Gavin Johnson 15 (P 2pd 2K) Kevin Sorrell 5 (P) | Madejski Stadium, Reading Widzów: 2613 Sędzia: Ashley Rowden |

| 15 maja 199917:00 | Bath | 76:13 | London Scottish                                               | The Recreation Ground, Bath Widzów: 4800 Sędzia: Ed Morrison |
| 15 maja 199917:00 | Dave Hilton 5 (P) Gareth Cooper 5 (P) Iain Balshaw 5 (P) Jeremy Guscott 20 (4P) Mark Regan 5 (P) Matt Perry 10 (2P) Mike Catt 26 (2P 8pd) | 76:13 | Ian McAusland 2 (pd) Jannie de Beer 6 (2K) Simon Holmes 5 (P) | The Recreation Ground, Bath Widzów: 4800 Sędzia: Ed Morrison |
| 15 maja 199917:00 | Mick Watson | 76:13 |                                                               | The Recreation Ground, Bath Widzów: 4800 Sędzia: Ed Morrison |

| 16 maja 199915:00 | Bedford Blues                          | 12:106 | Richmond | Goldington Road, Bedford Widzów: 1308 Sędzia: Chris Rees |
| 16 maja 199915:00 | Matthew Cook 10 (2P) Sam Howard 2 (pd) | 12:106 | Adam Vander 5 (P) Allan Bateman 5 (P) Barry Williams 5 (P) Brian Cusack 15 (3P) Bryan Shelbourne 5 (P) Craig Quinnell 10 (2P) Jason Wright 10 (2P) Mel Deane 15 (3P) Nick Walne 5 (P) Richard Butland 26 (13pd) Tom Whitford 5 (P) | Goldington Road, Bedford Widzów: 1308 Sędzia: Chris Rees |

| 16 maja 199915:00 | Gloucester                                                                             | 43:31 | Northampton Saints                                                                                  | Kingsholm Stadium, Gloucester Widzów: 4935 Sędzia: Graham Hughes |
| 16 maja 199915:00 | Chris Catling 5 (P) Nathan Carter 5 (P) Richard Tombs 5 (P) Simon Mannix 28 (P 4pd 5K) | 43:31 | Craig Moir 5 (P) David Dantiacq 5 (P) Dominic Malone 5 (P) Matt Dawson 6 (3pd) Simon Hepher 10 (2P) | Kingsholm Stadium, Gloucester Widzów: 4935 Sędzia: Graham Hughes |

| 16 maja 199915:00 | Leicester Tigers | 72:37 | West Hartlepool                                                                                     | Welford Road, Leicester Widzów: 12958 Sędzia: Robin Goodliffe |
| 16 maja 199915:00 | Austin Healey 10 (2P) Craig Joiner 5 (P) Dave Lougheed 5 (P) Geordan Murphy 12 (2P pd) Martin Corry 5 (P) Neil Back 15 (3P) Pat Howard 5 (P) Paul Gustard 5 (P) Tim Stimpson 10 (5pd) | 72:37 | Emmet Farrell 5 (P) Gareth MacLure 10 (2P) Jon Benson 12 (3pd 2K) Mike Brewer 5 (P) Paul Beal 5 (P) | Welford Road, Leicester Widzów: 12958 Sędzia: Robin Goodliffe |
| 16 maja 199915:00 | Shaun Cassidy | 72:37 | | Welford Road, Leicester Widzów: 12958 Sędzia: Robin Goodliffe |

| 19 maja 199919:30 | Harlequins                                                            | 27:20 | London Wasps                                  | Twickenham Stoop, Londyn Widzów: 5232 Sędzia: Ed Morrison |
| 19 maja 199919:30 | Chris Sheasby 5 (P) Huw Harries 5 (P) Thierry Lacroix 17 (P 3pd dg K) | 27:20 | Gareth Rees 15 (P 2pd 2K) Rob Henderson 5 (P) | Twickenham Stoop, Londyn Widzów: 5232 Sędzia: Ed Morrison |

| 20 maja 199919:45 | Saracens | 40:26 | Newcastle Falcons                               | Vicarage Road, Watford Widzów: 6982 Sędzia: Brian Campsall |
| 20 maja 199919:45 | Alain Penaud 3 (dg) Gavin Johnson 17 (4pd 3K) George Chuter 5 (P) Kyran Bracken 5 (P) Ryan Constable 5 (P) Tony Diprose 5 (P) | 40:26 | Jonny Wilkinson 21 (P 2pd 4K) Martin Shaw 5 (P) | Vicarage Road, Watford Widzów: 6982 Sędzia: Brian Campsall |